# 고려
고려(高麗)는 918년 왕건이 건국한 이후, 1392년 이성계에 의해 멸망하기까지 한반도에 존재했던 나라이다.
통일신라 하대에 송악(현재의 개성특별시) 지방의 호족인 왕건이 918년에 고려를 건국하였으며, 919년에 송악을 개경이라 이름을 고치고 수도로 삼았다. 그 뒤, 935년 신라, 936년 후백제를 차례대로 복속하였다.
광종은 황권의 안정과 중앙 집권 체제를 확립하기 위하여 노비안검법과 과거제도 등을 시행하고 공신과 호족 세력을 제거하였다. 이어서, 경종 때는 전시과 제도를 실시하였고, 성종은 지배 체제를 정비하였다(시무28조). 수도 개경의 외항인 벽란도에서 송, 아바스 칼리파국, 페르시아 등지의 상인들과 무역했다. 유목제국인 요, 금과의 대립을 통해 동아시아 국제 질서에서 고려-요-북송 / 고려-금-남송 3강 구도의 팽팽한 세력 균형을 유지하였다.
12세기에 들어 고려의 지배층 내부에서는 문벌 귀족과 측근 세력 간에 정치권력을 둘러싼 대립이 치열해지기 시작해 무신정변이 일어났고 최충헌, 최우, 최항, 최의로 이어지는 최씨 무신정권이 집권되었다. 또한 이 시기를 전후로 전국 도처에서 수많은 반란이 일어나고 무신들의 폭정으로 인해 고려의 국력은 전성기에 비해 크게 쇠퇴하게 된다.
국력이 매우 쇠약해진 상황에서 13세기 몽골제국의 침략에 고려 조정은 강화도로 천도하고 30년 동안 항쟁했으나, 전 국토가 초토화되고 결국 부마국으로 전락하면서 국운이 기울게 되고, 공민왕의 개혁 실패와 내우외환에 이어 이성계의 위화도 회군을 기점으로 고려는 멸망의 길로 접어들었다.
결국 이성계는 배극렴을 비롯한 새 왕조 개국 세력을 앞세워 왕대비 안씨에게 공양왕 폐위 및 새 왕조 개창을 윤허하는 교서를 강요하고, 결국 1392년에 공양왕을 폐위시키면서 고려는 사실상 멸망하였고, 1393년에 고려라는 국호를 조선으로 바꾸면서 고려는 완전히 멸망하게 된다.

## 국호

### 고구려의 계승
왕건은 태봉의 국왕 궁예를 몰아내고 새로운 나라를 건국하면서 이름을 '고려'라고 하였다. 고려는 동명성왕이 세운 고구려를 계승하자는 뜻으로 정한 국호이다. 고구려의 경우 장수왕 이후의 정식 국호는 고려였다. 원래 궁예가 건국한 나라의 초창기 이름은 후고구려였으나 겨우 3년만에 버리고 이후 마진(摩震)을 거쳐 태봉(泰封)으로 변경되면서 완전히 태봉국으로 성립된다. 왕건은 역성혁명을 통해 궁예를 몰아내어 태봉을 멸망시키고 왕위에 올라 새로운 나라를 건국하면서 나라 이름을 고려(高麗)로 정했다.

### 서양의 명칭
아라비아 상인들에 의해 고려(아랍어: غوريو, 페르시아어: گوریو)라는 명칭이 서방 세계에 알려지기 시작하였다. 라틴계 어휘에서 이를 옮겨적으며 로망스어군 언어에서는 'C'로 시작하는 어휘를, 게르만어파 및 슬라브어파 언어에서는 'K'로 시작하는 어휘를 주로 차용했다.
오늘날 영어 표기는 Korea로 적는다. 미국인들은 1890년 전후 영국왕립지리학회의 결정에 따라 Korea를 상용(常用)하였다. 한국표기에 대한 공식적 표기는 1893년 시카고콜럼비아 세계박람회 때이다.

### 한자어 독음
고려(高麗)의 순우리말 독음이 고려가 아니라 '고리'라는 의견이 있다. 이는 '麗'의 독음이 나라 이름을 나타낼 때는 '리'로 발음된다는 음운 법칙에서 비롯되었다. 그러나 조선 시대에 훈민정음 창제 이후에 나타난 한글 문헌에 따르면, '고려'라 나타나고 《대동지지》에는 "(중국인이나 음운학 책과 달리) 우리나라 사람은 '려'라 바꾸어 부르고 있다."라고 기록하고 있으며, 나라 이름을 나타낼 때도 '麗'는 '려'로 읽는다는 예외도 있기 때문에 해당 주장은 받아들여지지 않고 있다.
국호 외에도 '고려'는 고려인, 고려대학교, 고려신학대학원, 고려항공, 고려인삼 등 많은 분야에 쓰이고 있다. 국호의 한자어 약칭 표기는 동국(東國)이다.

## 역사

### 신라의 분열과 고려의 성립, 후삼국 통일
10세기 초 신라에서는 왕위 쟁탈전이 빈번히 발생하여 정치가 혼란해졌고 전국 각지에서는 조세 수취에 반발하여 농민 봉기가 발생하였다. 이러한 가운데 지방 호족들이 신라 조정으로부터 독립하여 각자 자신의 세력을 키웠는데 그 중에서도 신라 진골 왕족이었던 궁예와 신라의 장수였던 견훤이 강한 세력을 구축하였다. 견훤이 먼저 후백제를 자칭했고, 곧 궁예가 태봉을 세웠다. 이로써 신라, 태봉, 후백제가 서로 대립하게 되었는데, 이 시기를 후삼국 시대라 부른다.
이후 궁예가 국호를 계속 바꾸고 무리한 천도를 하는 등 민심을 잃게 되자 이에 918년 통일신라 송악 지방의 유망한 신라 호족 출신이자 태봉의 장군인 왕건은 역성혁명을 일으켜 궁예를 몰아내어 태봉을 멸망시킨 후, 임금의 자리에 올라 새로운 나라 고려를 건국한다. 그리고 연호를 천수(天授)라고 하고, 919년 태봉의 초기 수도이자 자신의 고향인 송악(개성)으로 천도했다. 본인이 고구려의 혈통이었기 때문에 국호로 고려를 사용하여 고구려의 후손을 자처한 것이다. 한편 926년 발해가 요나라의 침략을 받고 멸망하자, 발해의 왕족을 비롯한 유민을 받아들여 세력을 키웠다. 이는 왕건의 정치적·군사적 기반을 확고히 하였을 뿐만 아니라, 고구려에 대한 계승의식을 확고히하면서 신라 호족으로서의 성격 역시 뚜렷이 나타내 주었다. 또한 대외 정책에서도 궁예와는 달리 친(親)신라 정책을 썼다. 이는 신라의 전통과 권위의 계승자가 되려고 한 것이었다. 왕건은 신라를 보호하기 위해 금성(金城) 북(北) 50리의 땅에 신광진(神光鎭)을 설치하여 고려의 군사를 주둔하게 하였다.
결국 신라 경순왕은 신라의 고려 귀순을 결정했고, 936년에 신라 군사와 함께 후백제를 패망시킴으로써 고려는 후삼국을 통일하였다.

### 광종의 개혁 정치
태조의 뒤를 이은 혜종과 정종 때에는 황권이 불안정하여 황족들과 외척들 사이에 계승 다툼이 일어났다. 이러한 왕권의 불안정은 태조가 후삼국을 통일하는 과정에서 신라 호족 세력을 규합하기 위하여 취하였던 혼인 정책 때문에 나타난 부작용이었다.
이런 상황에서 즉위한 광종은 황권의 안정과 중앙 집권 체제를 확립하기 위한 정책을 추진하였다. 광종은 노비안검법(956년)을 실시하여 호족들의 세력을 약화시키고 국가의 수입 기반을 확대하였다. 이로써 공신이나 호족의 경제적·군사적 기반이 약화된 반면, 노비들은 양민이 되어 조세와 부역의 의무를 지게 되었으므로 국가의 재정 기반과 황권이 안정되었다. 물론 이는 고려 귀족들에 의해 한계가 있긴 하였다. 최승로의 노비환천법은 노비안검법으로 풀려난 자들을 도로 노비로 만들었다.
957년 후주(後周)에서 귀화한 쌍기가 신라의 독서삼품과(讀書三品科)를 계승·확장하자고 건의하였고, 958년 광종은 문예와 유교 경전을 시험하여 문반 관리를 선발하는 과거 제도를 시행하였다. 과거는 공신의 자제를 우선적으로 등용하던 종래의 관리 등용 제도를 억제하고, 새로운 관리 선발 기준을 마련한 것이다. 이를 통하여 광종은 유학을 익힌 신진 인사를 등용하여 신구 세력의 교체를 도모하였다. 또한 이것은 문치주의(文治主義)로 전환한 표시로, 무신 대신에 문신을 관리로 등용하려는 것이다. 문신을 등용하는 기준은 유교에 두었다. 따라서 과거제도의 실시는 왕권의 강화를 위한 새로운 관료 체제 설정의 기초 작업이었다. 이것을 안정시키기 위하여 마련한 것이 백관(百官)의 공복(公服) 제정이었다. 복색을 제정함으로써 왕권 중심으로 귀족층을 안정시키고 지배층의 위계 질서를 확립하게 된다.
일련의 개혁을 통하여 자신감을 갖게 된 광종은 본격적으로 공신과 호족 세력을 제거하여 왕권을 강화하였다. 이로써 왕조 성립 초기의 공신과 호족 세력이 크게 약화되고 왕권이 강화될 수 있었다. 또한 광종은 스스로 황제라 칭하고, 개경을 황도, 서경을 서도(西都)라 칭했으며, 광덕(光德)·준풍(峻豊)이라는 독자적 연호를 사용하였다. 다만 고려 국왕들은 스스로를 황제라 칭했으나 광종처럼 대내외에 노골적으로 황제를 칭하지는 않았다. 이것은 고려 외왕내제를 쓰는 국가였기 때문에 비롯된 것이다.
광종의 개혁은 경종 때의 경제 개편으로 이어져 중앙 관료들의 경제적 기반을 보장하기 위한 전시과 제도가 실시되었고, 성종 때의 지배 체제 정비로 이어져 통치 체제가 확립되었다.

### 문벌 귀족 사회의 성립
성종 이후 중앙 집권적인 국가 체제가 확립됨에 따라 중앙에서 새로운 지배층이 형성되어 갔다. 이들은 신라 말기 지방 호족 출신으로 여러 세대에 걸쳐 고위 관직자들을 배출하였으며, 문벌 귀족이라 불리었다. 문벌 귀족들은 관직에 따라 과전을 받고, 자손에게 세습이 허용되는 공음전과 관직에 따라 혜택을 받았으며, 자기들끼리 혼인 관계를 맺는 폐쇄적인 통혼권을 형성하였고, 때로는 황실과도 혼인 관계를 맺어 외척으로서의 지위를 이용하여 정치 권력과 경제력을 거의 독점하여 정국을 주도해 나가기도 하였다.
한편 11세기에 들어와서는 선대에 이룩해 놓은 성과를 바탕으로 선대 이래 해결하지 못한 어려운 숙제들이 당면한 현실 문제로 부각되어 시련과 진통을 적지 않게 겪어야만 하였다. 이를 내정과 대외 정책으로 구분하여 생각해 볼 수 있을 수 있는데,
우선 내정에서 고려 왕조가 건국한 이래의 오랜 숙제이던 황권의 강화는 역대 황제의 일관된 노력에 의해 상당히 성과를 거둔 것이 사실이지만, 아직도 그 기반이 확고하게 자리 잡히지는 않았다. 가령 성종의 다음 왕인 목종(穆宗)이 서북면 순검사(西北面巡檢使) 강조에게 폐위(廢位)당하고 그에 대신하여 현종(縣宗)이 즉위하게 된 것이 예가 될 것이다. 고려는 신하에 의해 왕이 폐위되는 비정상적인 일이 비일비재 하였다.
다음으로 대외 문제에도 고려는 어려운 처지에 놓여 있었다. 당시 고려의 대외 관계는 매우 미묘하고도 복잡하였다. 중국 대륙에는 한족(漢族)인 송나라가 자리 잡고 있었으며, 고려는 송나라와 우호적인 외교 관계를 맺고 송나라의 우수한 문물을 받아들이고 있었으나, 북방 민족인 거란이 세운 요나라가 강성해지면서 동아시아 정세에 파탄이 생기게 된 것이다.
즉 거란은 고려의 친송 정책에 반감을 품고, 두 나라의 외교 관계를 단절시켜 고려를 요나라의 영향권 아래에 두고자 하였다. 그리하여 이미 10세기 말에는 거란이 대군을 거느리고 내침하여 고려를 무력으로 굴복시키려고 하였다. 그러나 서희의 외교 수완으로 위기를 모면하고, 오히려 강동 6주(江東六州)을 확보할 수가 있었다. 이때 고려에서는 형식적으로 거란과 우호 관계를 맺고 송과의 관계를 단교한다고 했다. 그러나 고려는 문화적으로 후진성을 면치 못하고 있던 거란에 대하여 성의 있는 태도를 취하지 않았으며, 한편으로 송과는 여전히 친선 관계를 유지하고 있었다.
이러한 외교적 모순을 빌미로 11세기 초 거란은 대대적인 무력 침략을 자행한다. 1010년 거란의 성종은 친히 대군을 이끌고 내침하여 이듬해까지 고려의 수도 개경(開京)을 비롯한 서북부 지역을 침공/약탈하였으며, 현종은 전라도 나주(羅州)로 피난하였다. 그러나 양규가 이끄는 고려군의 분전으로 요군의 기세가 꺾였으며, 이에 요군은 고려와 강화 후 물러갔다.
1018년 거란은 고려를 다시 침공하였으나 고려군의 강력한 반격을 받아 본국으로 패퇴하던 중 귀주에서 강감찬이 지휘하는 고려군에게 섬멸되었는데, 이를 귀주 대첩이라 한다. 결국 고려가 요나라와 싸워서 승리함으로써 고려, 송나라, 요나라 사이에는 세력의 균형이 유지될 수 있었다.
전쟁이 끝난 뒤 고려는 국방 강화에 더욱 노력하였다. 강감찬의 주장으로 개경에 나성을 쌓아 도성 수비를 강화했고, 북쪽 국경에 천리장성을 쌓아 외세의 침입을 저지코자 하였다.
그 뒤에도 거란은 여러 차례 침략 행위를 자행하였다. 이에 따라 고려에서는 거국적인 항전을 계속하였으며, 내침한 거란군에게 커다란 타격을 가하기도 하였다. 그 뒤 고려와 거란은 화평을 되찾아 비교적 평온한 외교 관계를 유지하게 되었다.
고려에서는 이러한 내우외환(內憂外患)을 극복하면서 점차 그 사회와 문화를 향상시켜 나갔다. 10세기 말에 성종이 시행한 제도 정비는 주로 당제(唐制)를 모방한 것이었다. 따라서 제도를 시행하는 데 고려의 현실에 부합되지 않는 요소가 드러나게 되었던 것이다. 그러므로 11세기의 고려에서는 고려 사회의 실정에 맞추어 부분적 개편을 마침으로써 고려 일대의 제도 정비를 완성하게 되었다. 즉 문종(文宗) 때에 이루어진 일련의 시책이 대표적인 예가 될 것이다.
이와 함께 이 세기의 고려에서는 빛나는 문화적 업적을 남기기도 하였다. 특히 대각국사 의천은 문종의 넷째 아들로서, 일찍이 송에 가서 불교의 깊은 경지를 터득하고 돌아와 교장도감을 설치하여 당시 동양의 불교 문화를 집대성한 사실을 주목할 수가 있다. 그리하여 이 세기는 고려 일대를 통하여 불교의 전성기를 이루어 놓았다.
말하자면 이 세기는 전(前)세기가 남겨 놓은 난제를 풀어 나가면서 고려 일대의 사회 체제를 보다 확고하게 마련하였다는 데에 역사적 의의가 있다 할 것이다.
그리고 또 다른 북방 민족인 여진족과의 관계도 묘하게 전개되고 있어서, 때로는 여진족의 침략을 받기도 하였으나, 세력이 별로 강대하지는 못하였다. 따라서 이 세기까지 여진족은 고려에 복속한 상태에 있었다. 그러나 이들 여진족은 점차 세력을 규합하여 강성해지면서 12세기 초부터는 고려 사회에 커다란 영향을 미치게 된다.

#### 요나라의 침공
10세기 초에 요나라를 세운 거란족은 송나라를 공격하기에 앞서, 송나라를 외교적, 군사적으로 고립시키기 위해 발해 유민이 세운 정안국을 토벌하고 고려와의 관계를 개선하려 하였다. 그러나 고려에서는 이를 받아들이지 않고 오히려 북진 정책을 강력하게 추진하여 고려와 요나라 사이에는 수차례 외교적 충돌이 있었다.
처음 요나라는 6만의 군사로 고려를 침공했다 (993년). 요나라는 고려가 영유하고 있는 고구려의 옛 땅을 요구하는 것과 함께 송나라와의 교류를 끊고 자신들과 교류할 것을 요구하였다. 고려는 안융진에서 요나라의 공격을 저지하는 한편, 서희가 요나라와의 협상에 나섰다. 이때 요나라로부터 고려가 고구려의 후계자임을 인정받았다. 아울러 요나라로부터 고구려의 옛 땅인 압록강 동쪽의 강동 6주를 확보하는 한편, 요나라와 교류할 것을 약속하였다.
요나라가 군대를 거둔 뒤 고려는 송나라와 친선 관계를 계속 유지하면서 요나라와 교류하려 하지 않았다. 이에 요나라는 강조의 정변을 빌미 삼아, 강동 6주를 넘겨줄 것을 요구하였다. 요 성종은 직접 40만 대군을 이끌고 다시 고려를 침공했다 (1010년). 강조가 직접 거란군을 격파하기도 하였으나 하지만 통주에서 대패하였다. 이에 개경이 일시 함락되는 난관을 겪기도 하였으나, 양규가 이끄는 고려군에 의해 거란군은 곳곳에서 패퇴하였다. 이에 요군은 퇴로가 차단될 것을 두려워하여 고려와 강화하고 물러갔다.
여러 차례 소규모의 침입을 시도하던 요나라는 다시 10만의 대군으로 침공해 왔다 (1018년). 개경 인근까지 침입했던 요군은 도처에서 고려군의 강력한 반격을 받아 결국 황해도 신은현에서 군사를 돌려 본국으로 패퇴하던 중 귀주에서 강감찬이 지휘하는 고려군에게 섬멸되었다. 이때 살아서 돌아간 요나라의 군사는 수천 명에 불과할 지경이었다(1019년). 이를 귀주 대첩이라 한다.
고려와의 대규모 전쟁에서 연달아 참패한 요나라는 더 이상 고려를 공격할 수 없었고, 송나라를 침입할 수도 없었다. 결국 고려가 요나라와 싸워서 승리함으로써 고려, 송나라, 요나라 사이에는 세력의 균형이 유지될 수 있었다.
전쟁이 끝난 뒤에 고려는 국방을 강화하는 데 더욱 노력하였다. 강감찬의 주장으로 개경에 나성을 쌓아 도성 수비를 강화하였고, 북쪽 국경 일대에 천리장성을 쌓아 요나라를 포함한 외세의 침입을 저지코자 하였다.

#### 여진족과 9성 개척(12C, 1107년)
고려는 두만강 연안의 여진족을 경제적으로 도와주면서 회유 및 동화 정책을 펴서 이들을 포섭해 나갔다. 그러나 12세기 초 만주 하얼빈 지방에서 일어난 여진 완옌부의 추장이 다른 여진 부족들을 통합하면서 정주까지 남하하여, 고려와 충돌을 빚게 되었다.
여진족과의 1차 충돌에서 패전한 고려는 기병 중심의 여진족을 보병만으로 상대하기 어렵다는 것을 깨닫고, 윤관의 건의에 따라 기병을 보강한 특수 부대인 약 15만의 별무반을 편성하여 여진 정벌을 준비하였다. 윤관은 별무반을 이끌고 천리장성을 넘어 여진족을 북방으로 쫓아 버리고(1107년), 동북 지방 일대에 9성을 쌓아 방비하였다.
그러나 생활 터전을 잃은 여진족의 계속된 침략으로 고려는 9성 수비에 어려움을 겪었다. 결국 고려 조정은 다시금 고려를 침략하지 않고 해마다 조공을 바치겠다는 여진족의 조건을 수락하고, 1년 만에 9성을 돌려주었다. 고려의 처지에서도 서북쪽의 요나라와 대치하는 상황에서 여진족 방어에만 힘쓸 수 없었기 때문에 여진족의 조건을 받아들인 것이다.
그 후 여진족은 더욱 강성해져 만주 일대를 장악하면서 금나라를 세우고(1115), 고려에 군신 관계를 맺자고 압력을 가해 왔다. 고려는 그들의 사대 요구를 둘러싸고 격심한 정치적 분쟁을 겪었다. 그러나 현실적으로 금나라와 무력 충돌을 하기 어려운 점을 고려하여 결국 금나라의 요구를 받아들이고 신하의 나라가 되었다.

### 이자겸의 난과 서경 천도 운동(12세기)
한편 12세기의 인종(仁宗) 초로부터 고종(高宗) 즉위 전후에 이르는 약 90년간은 정치적·사회적인 면에서 확실히 한 획을 그을 만한 특징을 지니고 있다. 이때는 고려 전기 이래의 정치 조직 자체에 내포된 문신 귀족 전성기의 타성과 부패 속에서 여러 모순과 상극적 요소가 자라 차례로 폭발되었다. 그 분규는 먼저 개경의 부패한 귀족 사회 자체에서 발생하기 시작하였다. 즉 이자겸(李資謙)의 난이 그것이다. 그 뒤를 이어 서경 중심의 소위 개혁정치를 꿈꾸던 묘청(妙淸) 일파의 천도운동이 일어났다.
귀족 세력의 대두는 필연적으로 그들 상호간의 항쟁을 조성하였다. 그러한 항쟁은 수차에 걸친 반란의 형태를 띠고 나타나게 되었다. 귀족 문화의 극성기라고도 할 수 있는 인종(仁宗)·의종(毅宗) 때에 연달아 일어난 반란은 경원 이씨(인주 이씨) 세력의 절정을 이룬 이자겸(李資謙)이 일으켰다.
11세기 이래 대표적인 문벌 귀족인 경원 이씨 가문은 왕실의 외척이 되어 80여 년간 정권을 잡았다. 경원 이씨는 이자연의 딸이 문종의 황후가 되면서 정치 권력을 장악하기 시작하였고, 이자연의 손자인 이자겸도 예종과 인종의 외척이 되어 집권하였다. 특히, 이자겸은 예종의 측근 세력을 몰아내고 인종이 황위에 오를 수 있게 하면서 그 세력이 막강해졌다. 황실과 중복된 혼인 관계를 맺은 이자겸은 권력과 재산이 황제보다 더했으며, 내외의 요직에 일족을 앉히고 반대 세력을 거세하여 권세를 독차지했다.
이자겸 세력은 대내적으로 문벌 중심의 질서를 유지하고 대외적으로 금나라와 타협하는 정치적 성향을 보였다. 반면 이자겸의 횡포를 증오한 인종은 1126년(인종 5년) 김찬(金粲)·안보린(安甫麟)·최탁(崔卓)·오탁(吳卓) 등 측근 세력을 결집하면서, 이자겸의 권력 독점에 반대하고 나섰다.
이에 이자겸은 반대파를 제거하고 척준경과 함께 난을 일으켜 권력을 장악하였다(1126년). 이자겸은 십팔자(十八子)가 왕이 되리라는 참설(讖說)을 믿고, 인종을 폐하고 스스로 왕이 되려는 야심을 품기에 이르렀다. 그리하여 척준경의 군사행동으로 왕을 금족(禁足)시키고 측근의 여러 신하에게 해를 입혔다. 그러다가 뒤에는 도리어 일당인 척준경과의 불화로 실각되고, 이자겸을 몰아낸 척준경마저도 정지상의 탄핵으로 제거되니 귀족의 발호는 일단 진압되었다. 이자겸의 난은 중앙 지배층 사이의 분열을 드러냄으로써 문벌 귀족 사회의 붕괴를 촉진하는 계기가 되었다.
황권의 쇠미와 귀족 세력의 강대로 빚어진 이자겸의 난 이후 인종은 실추된 황권을 회복하고 민생을 안정시키며 국방력을 강화하기 위한 정치 개혁을 추진하였다. 이 과정에서 이자겸 일파, 즉 개경 귀족 세력의 제거에 앞장섰던 묘청·백수한(白壽翰)·정지상 등 지방 출신의 개혁적 관리와 김부식을 중심으로 한 보수적 관리 사이에 대립이 벌어졌다.
묘청 세력은 풍수지리설을 내세워 서경을 1수도로 변경, 보수적인 개경의 문벌 귀족 세력을 누르고 칭제건원함으로써 황권을 강화하면서 자주적인 혁신 정치를 시행하려 하였다. 이들은 서경에 천도하여 새 왕궁인 대화궁(大華宮)을 짓고, 금나라를 정벌하자고 주장하였다. 서경은 고려 초부터 북진정책과 관련하였으며, 또 개경 귀족 세력을 견제하기 위해서도 중요시되었다. 그리하여 일찍이 태조 때부터 서경에서는 분사제도(分司制度)가 실시되기도 하였다.
반면 개경을 세력 기반으로 하며 전통을 존중하는 김부식 등 개경 귀족 세력은 유교적 이념에 충실함으로써 사회 질서를 확립하자고 주장하였다. 아울러 이들은 민생 안정을 내세워 금나라와 사대 관계를 맺었다. 결국 이러한 정치 개혁과 대외 관계에 대한 의견 대립이 지역 간의 갈등으로까지 확대되었다.
묘청 세력은 서경을 1수도 천도를 통한 정권 장악이 어렵게 되자 1135년(인종 13년) 서경에서 유참·조광 등과 더불어 나라 이름을 대위국(大爲國), 연호를 천개(天開), 그 군대를 천견충의군(天遣忠義軍)이라 칭하면서 난을 일으켰다.
조정에서는 묘청 반대파의 수장인 김부식(金富軾)에게 서경 정토(征討)의 명령을 내렸다. 김부식은 출정에 앞서 정지상·백수환 등을 죽이고 북상하여 평양성을 포위했다. 조광(趙匡)은 정세의 불리함을 깨닫고, 묘청·유참 등을 목베어 귀부(歸附)의 뜻을 표했으나 거절된 후 끝까지 반항하였다. 1136년(인종 14년) 2월 서경성이 함락되어 난은 1년 만에 평정되었다. 이로써 서경 세력의 정권 장악의 꿈은 수포로 돌아갔던 것이다.

### 무신정권의 성립(12세기, 1170년)
12세기에 들어 고려의 지배층 내부에서는 문벌 귀족과 측근 세력 간에 정치권력을 둘러싼 대립이 치열해지기 시작해 정치가 혼란스러워지게 되었다. 이러한 때에 평소에 문신들만 우대받는 것에 불만이 고조되었던 무신들은 정중부, 이의방 등을 중심으로 1170년에 정변을 일으켜 다수의 문신들을 죽이고 의종을 폐하여 거제도로 귀양 보낸 후 허수아비 임금인 명종을 내세워 정권을 장악하였다. 이를 무신정변이라고 부른다. 또한 최충헌(崔忠獻)이 두각을 나타내기까지에는 무인의 군웅시대로서 정중부·이의방·이고(李高)·이의민 및 경대승 사이에 세력 쟁탈과 알력이 심하였다. 명종3년(1173년), 동북면 병마사로 있던 김보당은 의종을 경주로 데려와 의종을 복위 시켜준다고 하여 정중부에게 김보당의 난을 이르켰다. 김보당은 정중부에게 붙잡혔다.
무신정변 이후 무신들은 조정의 주요 관직들을 모두 독점하고 부를 늘려갔으며, 저마다 사병을 길러 서로 권력을 뺏고 빼앗기는 쟁탈전을 벌였다. 이 때문에 중앙 정부의 통제력은 갈수록 약화되어갔고 백성들에 대한 수탈은 더욱 심해져 여기저기에서 여러 차례 봉기가 일어났다.
또 이러한 지배 체제에 대한 반발적 운동이 무신 상호 간의 상극, 각 지방의 농민 및 노비의 반란이란 형태를 띠고 일어났다. 이리하여 20여 년의 짧은 기간에 주마등같이 무인들의 군상(群像)이 나타났다가 사라지는 등 고려 사회는 혼란 속에 휩싸이게 되었다.
1196년에 장군 최충헌과 그의 아우 최충수가 이의민을 살해하여 정권을 독점한 것은 무인 정치의 진전에 있어서의 한 획을 그은 것이다. 이리하여 최충헌 일대의 노력으로 이루어진 최씨 정권의 기초는 그의 아들 최우(崔瑀)에 이르러 더욱 강화되어 무인 정권의 기구가 정비되기에 이르렀다.
최우에 의해 최씨 정권이 더욱 강화된 결과 정방(政房)·서방(書房)이 설치되고 최충헌이 조직한 도방은 더욱 확대되었다. 최우는 또한 교정도감을 의연(依然)히 존속시켜 권신(權臣)의 막부로 삼았으며, 이에 따라 교정별감의 관직도 권위가 서게 되어 역대 권신의 필수직이 되었다.

#### 농민과 노비의 난
의종 때의 사치와 유락(遊樂)은 국가 재정의 파탄을 가져왔고, 이는 농민 수탈의 강화를 초래했다. 이에 도탄에 빠진 농민들은 지배 체제의 문란과 무신들의 하극상 풍조에 자극되어, 신분 해방과 지배층의 압박·수탈에 항거하기 위하여 대규모 반란을 일으켰다. 이리하여 12세기 초부터 집단적인 도적이 되어 산발적으로 각지를 소란케 하던 유민들은 무신정변을 전후하여 전국 도처에서 벌 떼처럼 일어났다.
1172년(명종 2년) 북계의 창주(昌州, 창성)·성주(成州, 성천)·철주(鐵州, 철산) 등지에서 지방관의 횡포에 분격하여 반란이 일어났고, 그 뒤 묘향산을 근거로 조위총(趙位寵)의 남은 무리가 농민들의 호응을 받아 반란을 계속하였다.
남쪽의 반란은 1176년(명종 7년) 공주 명학소(鳴鶴所)에서 망이·망소이가 봉기를 하기에 이르러 크게 번져갔다. 경상도에서는 손청(孫淸)과 이광(李光) 등이 반란을 일으켰으며, 1182년(명종 12년) 전주에서 군인과 관노(官奴)들이 관리의 가혹한 조선(造船) 독역(督役)에 반항하여 난을 일으켰다. 이러한 초기의 반란은 대체로 자연 발생적인 것으로서, 지방관이나 향리들의 억압에 반항하여 농민이나 군인 혹은 노비들이 일으킨 것이었다. 그들의 목적은 부당한 압박의 제거와 신분 해방 등이었으나 아직은 개별적인 요구에 불과하였다.
그러나 1193년(명종 23년) 김사미·효심의 난에서부터 반란군은 연합 전선을 펴며, 또 일련의 지속적인 양상을 띠게 되었다. 이리하여 명주(溟州, 강릉)의 농민 반란군은 동경(東京, 경주)의 반란군과 합세하였고, 진주(晋州)의 노비 반란군은 합주(陜州, 합천)의 부곡 반란군과 연합하여 공동 전선을 폈다. 또 신라 부흥을 외치며 일어난 동경의 반란군은 운문(雲門)·울진(蔚珍)·초전(草田) 등 각지의 반란군과 연합하였다. 경상도 일대에는 서로 밀접한 연락을 가진 반란군의 연합 전선이 이루어져서 10여 년간 세력을 떨쳤다. 이러한 반란은 지방뿐만 아니라 개경에서도 일어났다.
1198년(신종 1년)에 일어난 만적의 난은, 신분 해방은 물론 더 나아가서 정권 탈취를 위해 계획된 것이었다. 이들 반란은 모두 최충헌이 진압하였다. 그러나 이 반란군의 부르짖음은 그 후 정부 시책에도 반영되었다. 고려의 신분 질서의 동요를 말하여 주는 이들 반란은 고대적인 유산을 청산하려는 사회적인 움직임으로서 그 의의가 크다.

### 몽골과의 전쟁
13세기 초 중국 대륙의 정세는 급박하게 변화하고 있었다. 오랫동안 부족 단위로 유목 생활을 하던 몽골족이 통일된 국가를 형성하면서 금나라를 공격하여 북중국을 점령하였다.
이때 금나라의 예하에 있던 거란족의 일부가 몽골에 쫓겨 고려로 침입해 왔다. 고려는 이들을 반격하여 강동성((江東城)에서 포위하였고, 거란족을 추격해 온 몽골 및 두만강 유역에 있던 동진국의 군대와 연합하여 거란족을 토벌하였다. 이후 몽골은 자신들이 거란족을 몰아내 준 은인이라고 내세우면서 지나친 공물을 요구해 왔다.
마침 고려에 왔던 몽골 사신 일행 저고여가 귀국하던 길에 국경 지대에서 거란족에게 피살되자 이를 구실로 몽골군이 침입해 왔는데(1231년), 이른바 고려-몽고 전쟁의 시작이었다. 힘겹게 의주를 점령한 몽골군은 귀주성(龜州城)에서 박서의 완강한 저항에 부딪히자 길을 돌려 개경을 포위하였다. 이에 고려는 몽골의 요구를 받아들이게 되었고 몽골군도 큰 소득 없이 물러갔다.
그러나 당시 집권자인 최우는 몽골의 무리한 조공 요구와 간섭에 반발하여 강화도로 도읍을 옮기고, 장기 항전을 위한 방비를 강화하였다. 이에 몽골군이 다시 침입해 왔으나 처인성 전투에서 장수 살리타가 김윤후가 이끄는 민병과 승병에 의해 사살되자 퇴각하였다. 이후 고려는 7차에 걸친 몽골 침략을 끈질기게 막아 내며, 약 30년간의 장기 항전에 들어갔다.

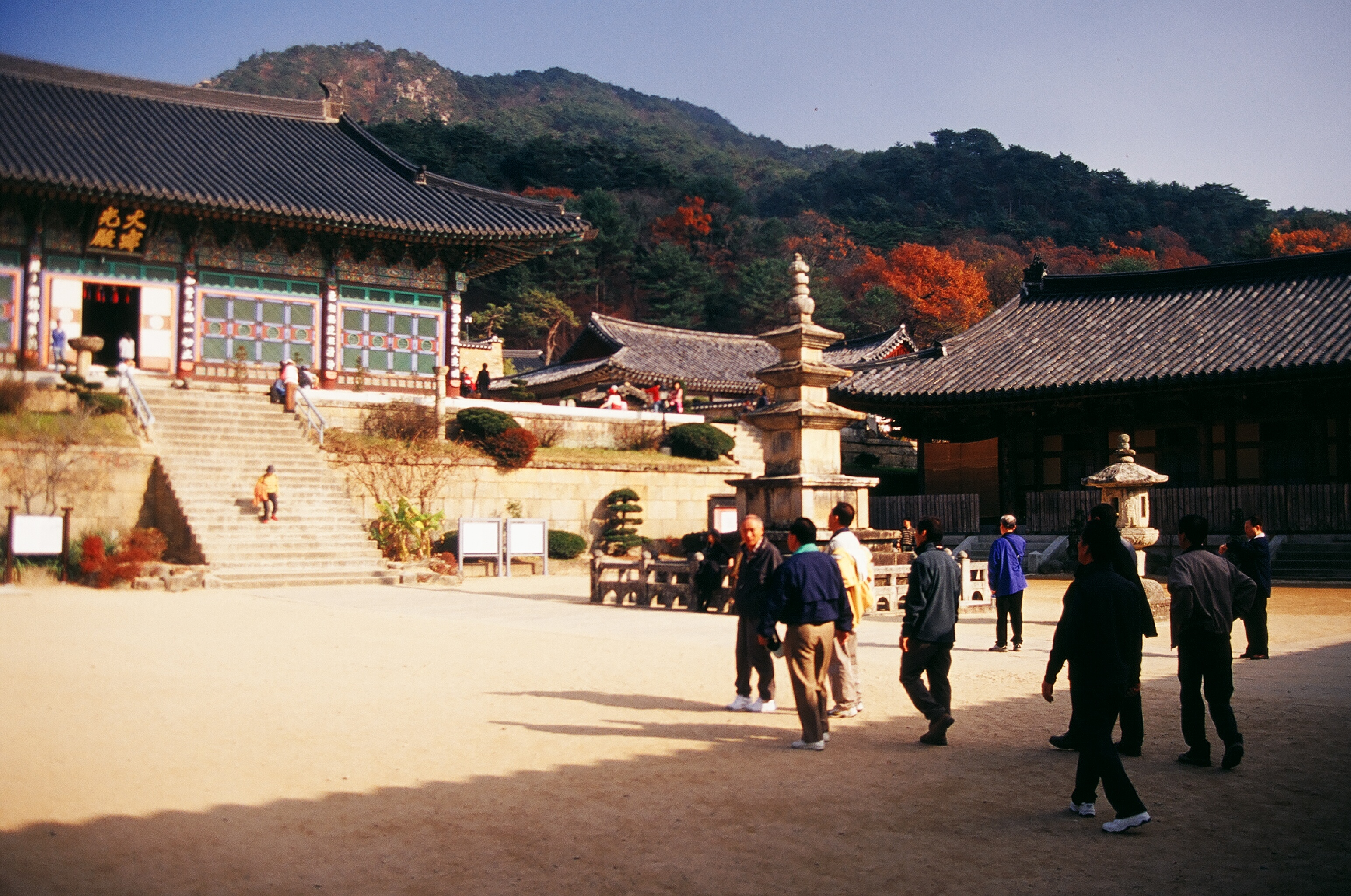
해인사(팔만대장경이 있는 곳)

강화도의 고려 조정은 주민들을 산성과 섬으로 피난시키고 항전과 외교를 병행하면서 저항하였다. 한편, 지배층들은 부처의 힘으로 외적을 방어하겠다는 마음으로 팔만대장경을 조판하였다. 강화도의 고려 조정은 수로를 통하여 조세를 걷어 들여 명맥을 유지할 수 있었으나 장기간의 전쟁으로 국토는 황폐해지고 백성들은 도탄에 빠지게 되었다. 아울러 황룡사 9층 목탑을 비롯한 수많은 문화재가 소실되었다.
이에 고려 조정에서는 점차 그 세력을 만회하기 시작한 문신들은 몽골와의 강화를 주장했다. 즉 문신들은 외세를 이용하여 무인 세력을 견제하려고 한 것이다. 이리하여 몽골과 강화를 맺으려는 주화파는 일부 무신과 결탁하여 최씨 정권이 무너졌다. 이에 대해 김준(金俊)·임연(林衍) 등 무인들의 반대도 노골화하였으나 1270년 개경 환도와 더불어 고려는 몽골과 강화를 맺고 전쟁은 끝이 났다.
그러나 고려 조정이 개경으로 환도하자 대몽 항쟁에 앞장섰던 삼별초는 배중손의 지휘 아래 반기를 들었다. 이들은 장기 항전을 계획하고 진도로 옮겨 용장성을 쌓고 저항하였고, 여몽 연합군의 공격으로 진도가 함락되자 다시 제주도로 가서 김통정의 지휘 아래 계속 항쟁하였다.

### 원나라 간섭기
고려인들은 긴 항쟁에 버티고 원 간섭기 때는 몽골의 군대는 원나라로 돌아가고 고려의 귀족과 고위층, 관리들은 모두 고려인이였다. 원나라의 침략을 받은 고려는 약 30년 동안 항전을 벌였으나 결국 강화가 성립되었다. 몽골과의 항전을 주도하던 최씨 무신정권은 붕괴되었다. 이와 함께 왕정이 복고되었지만, 고려는 원나라의 지배를 받게 되었다. 고려왕은 위구르보다 서열이 낮은 것에 대하여 불만을 제기하기도 하였으나 원나라 황제는 위구르가 저항없이 빨리 항복했기에 당연하다고 반론했다.
고려는 원나라와의 강화 이후에 많은 시련을 겪어야 했으니, 특히 1274년과 1281년 두 차례에 걸친 일본 정벌은 고려에 막대한 피해를 끼쳤다. 그 후 고려 왕실은 원 황실과의 결혼 정책을 취함으로써 왕권을 강화하려 했으며, 그 결과 고려에는 몽골의 풍속이 많이 들어왔다. 또한 제주도에는 몽골에 대한 항쟁을 계속하던 삼별초를 제거한 뒤 탐라총관부를 설치하고 목마장을 경영하였다.
고려 왕은 몽골 공주와 결혼하여 몽골 황제의 부마가 되었고, 왕실의 호칭과 격이 자주국에서 제후국으로 격하되었다. 아울러 관제도 개편되었으며 역시 격이 낮추어졌다. 또한 고려는 더 이상 국왕에게 황제의 칭호인 묘호(태조, 혜종, 광종, 의종, 신종, 희종, 강종과 같은 조,종 호칭)를 붙일 수 없게 되었으며, 심지어는 6대 왕들은 몽골에 충성한다는 의미로 '충'자를 붙여 충렬왕, 충선왕, 충숙왕, 충혜왕, 충목왕, 충정왕으로 불리게 되었다. 한편 원은 일본 공략을 목적으로 설치한 정동행성(征東行省)을 통하여 고려를 직·간접적으로 지배를 하면서 정치에 간섭하려 했으며, 또 고려의 영토 일부를 직속령(直屬領)으로 하였다. 곧 화주에 쌍성총관부를 설치하여 철령 이북의 땅과 자비령 이북의 땅을 직속령으로 편입하고, 서경에 동녕부를 설치하였다. 원의 고려에 대한 경제적 요구도 고려의 농민에게 커다란 부담을 지웠다. 또 원은 남만주 일대를 관할하기 위해 충선왕(忠宣王)을 심양왕(瀋陽王)에 봉하고 후에 그의 후계자를 이용하여 고려를 견제하는 정책을 쓰기도 하였다
오랜 전쟁이 끝나고 사회가 변화·안정되면서 새로운 지배 세력이 등장하였다. 이러한 여러 변화는 지배 체제의 문란을 초래했고, 이것은 또한 사회·경제면에서 새로운 양상으로 나타났다. 농장(農莊)이 확대됨에 따라 국가의 공전(公田)이 침식되고 이에 따라서 국가재정의 곤궁과 궁핍이 초래되었다. 이때 권문세족이 등장하는데, 고려 전기부터 있던 문벌귀족 일부와 무신 집권기에 성장한 가문, 그리고 몽골어 통역관으로 출세하는 등 몽골과의 친선 관계를 통해 새로 등장한 가문으로 구성되었다. 권문세족은 권력을 앞세워 민중의 토지를 빼앗아 광대한 농장을 만들고 양민을 억압하여 노비로 삼는 등 사회 결함을 다시 격화시켜 고려의 정치는 비정상적으로 운영되었다. 권문세족의 불법행위로 말미암아 피해를 입은 일반 백성들은 살던 곳을 떠나 떠도는 신세가 되었고, 이것은 국가의 통치질서를 위협하는 수준에 이르렀다.

### 신진사대부의 성장
고려 후기에는 농업 생산력이 꾸준히 발전하였다. 먼저 원나라와 전쟁 중에 고려의 독자적인 의술이 발달하였고, 이를 바탕으로 인구가 증가하였으며, 그 결과 집약적 농업이 가능해졌다. 이러한 때에 중국 대륙으로부터 인분을 거름으로 사용하는 농업 기술이 전래되어 휴한을 극복하고 한 토지에서 해마다 농사를 지을 수 있게 되었으며, 그 결과 농업 생산력이 크게 증대되었다.
일찍부터 존재해 온 귀족들의 사전(私田)은 지배질서의 문란을 틈타 점차 확대되어 전시과(田柴科)의 붕괴를 가져왔다. 사전(私田)은 무인정권이 타도된 뒤에 더욱 진전되어 갔던 것으로 이를 보통 농장(農莊)이라고 한다. 농장의 경작은 전호(佃戶)나 노비(奴婢)가 담당하였다. 유민(流民)도 포함된 이들 경작자는 농노(農奴)와 성격이 비슷하였다. 농장의 증대는 국가 재정을 고갈케 했고, 그 결과 관리의 녹봉(祿俸)이 폐지되었다. 이에 농장을 가지지 못한 신진 사대부 관리들은 권문세가에 불만을 가지게 되었다.
무인 정권으로 말미암아 귀족정치가 붕괴된 이후에 새로운 관료층이 등장하였다. 그들은 학문적인 교양을 갖추었으며, 또한 정치 실무에도 능한 사대부(士大夫)들이었다. 이들의 사회적 진출은 드디어 고려의 정치적 대세를 일변시켰다.
권문세가들의 세력은 원나라의 강대한 세력을 뒷받침으로 한 것이었다. 그러나 명(明)이 흥기하고 원이 점차 쇠퇴하여 북방으로 쫓겨 가는 원·명 교체기에 즉위한 공민왕(恭愍王)의 개혁으로 대외적으로는 반원정치(反元政治), 대내적으로는 권문세가의 억압이라는 두 가지 정책이 채택되었다. 공민왕은 후일 신돈(辛旽)을 등용하여 국정을 관할하게 하였다. 신돈은 이공수(李公遂) 등 권문 출신을 축출하고, 문벌이 변변하지 못한 자를 등용하였다. 또한 전민변정도감을 설치하여 권문세가의 경제적 기반을 박탈하였다. 이러한 개혁은 권문세가의 반대로 만족할 만한 성과를 거두지 못했으나, 신진 사대부의 진출을 용이하게 하였다.

### 고려 말의 개혁 정치와 신진사대부의 등장

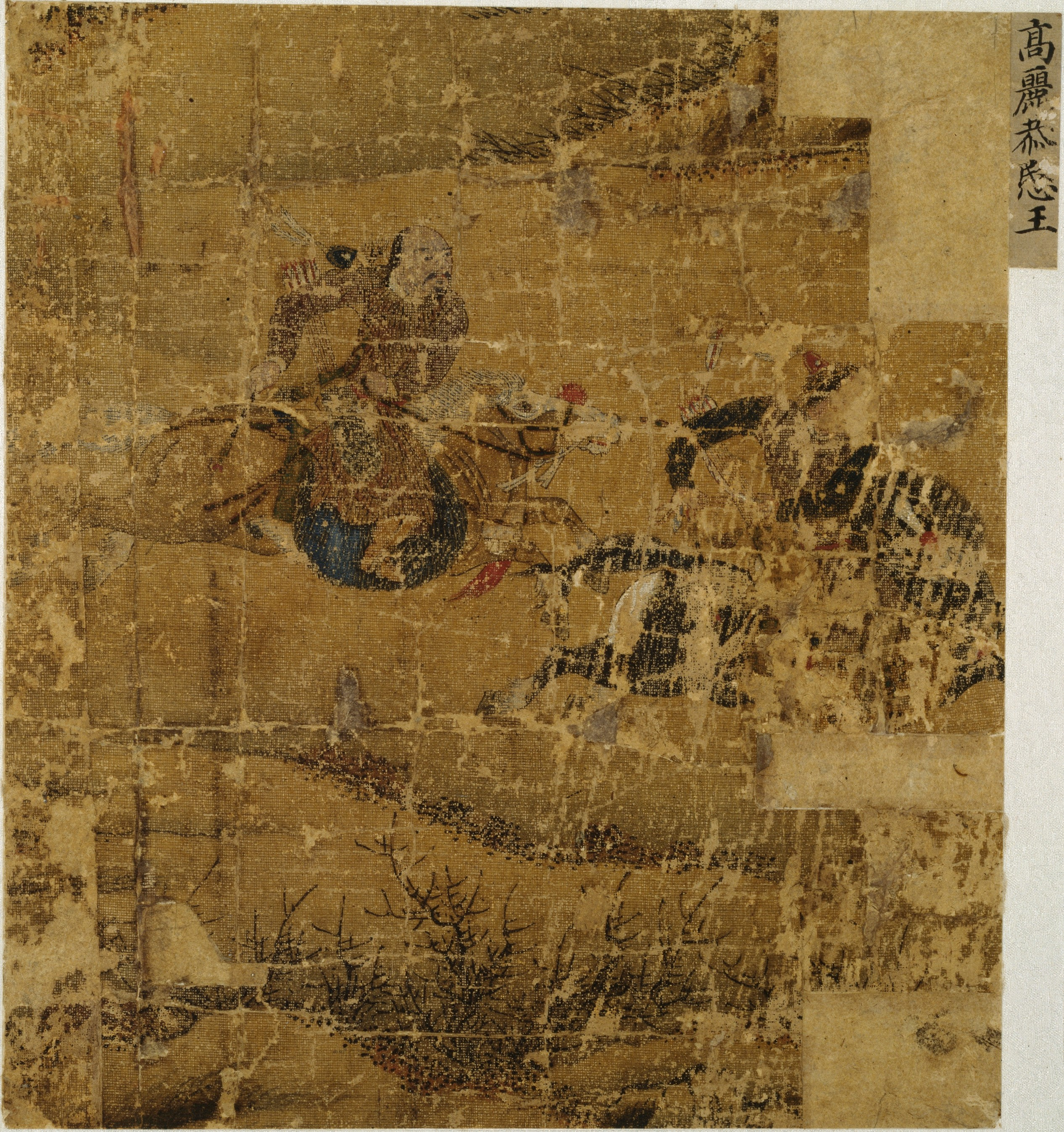
공민왕이 그린 천산대렵도

14세기 중반 원나라의 세력이 약화되자 공민왕은 반원(反元) 운동을 일으켜 원나라의 간섭에서 벗어나는 데 성공하였다. 공민왕은 원나라를 몰아낸 후 신돈 및 신진 사대부와 함께 대대적인 사회 개혁을 추진해 나갔다. 그리하여 권문세족이 부당하게 빼앗은 토지나 재산을 본래의 주인에게 돌려주고, 억울하게 노비로 전락한 사람들을 양민으로 해방시켜 주었다. 그러나 원의 세력을 배경으로 하는 권문세족들의 반대에 부딪혀 신돈이 제거되고, 공민왕까지 시해되면서 권문세족이 다시 등장하여 정치 권력을 독점하면서 개혁은 중단되고 말았다. 공민왕 때의 개혁 노력이 실패하자 정치기강이 문란해지고, 백성들의 생활은 더욱 어려워지는 등 고려 사회의 어려움은 더욱 심해졌다.
권신(權臣)인 이인임(李仁任)이 10세의 우왕(禑王)을 옹립함으로써(1374년), 권력은 다시 권문세가의 손에 들어갔다. 이인임 일파는 신흥 사대부들을 억압하고 노골적으로 토지겸병을 자행하였다. 반원정책도 수정되어, 원나라와 명나라에 대한 등거리 외교가 추구되었다.
우왕 대 초의 최대 현안은 14세기에 들어와 급격히 창궐하게 된 왜구(倭寇)를 격퇴하는 것이었다. 왜구는 도처에서 잔혹하게 노략질을 하여 세곡(稅穀) 수송망인 조운(漕運)까지 마비시킬 정도였다. 고려 조정은 일본 막부에 왜구의 노략질을 근절해달라고 요구하였으나, 내란에 처한 바쿠후가 지방을 통제할 수 없었기 때문에 별 성과가 없었다. 1377년(우왕 3년)에 최무선(崔茂宣)의 노력으로 화통도감이 설치되어 화포가 제작되었다. 1380년(우왕 6년)에는 금강 입구에 침구해 온 왜구 5백여 척의 대선단에 화포 공격을 하여, 배를 모두 불태워 퇴로를 차단하였고 내륙으로 침투한 왜구들도 이성계(李成桂) 등의 토벌군이 완전 소탕하였다. 이로써 왜구들은 기세가 꺾이기 시작하였는데, 1389년(창왕 원년)에는 박위(朴葳)가 이끄는 고려군이 왜구의 소굴인 대마도(對馬島)를 정벌하였다.

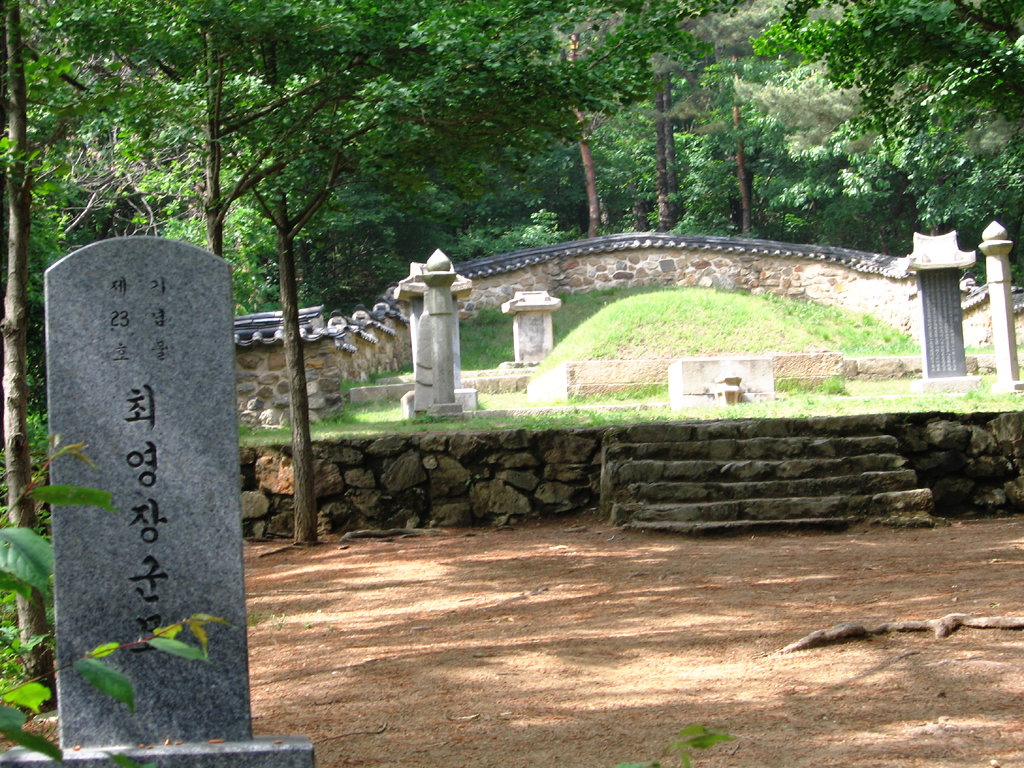
최영의 묘

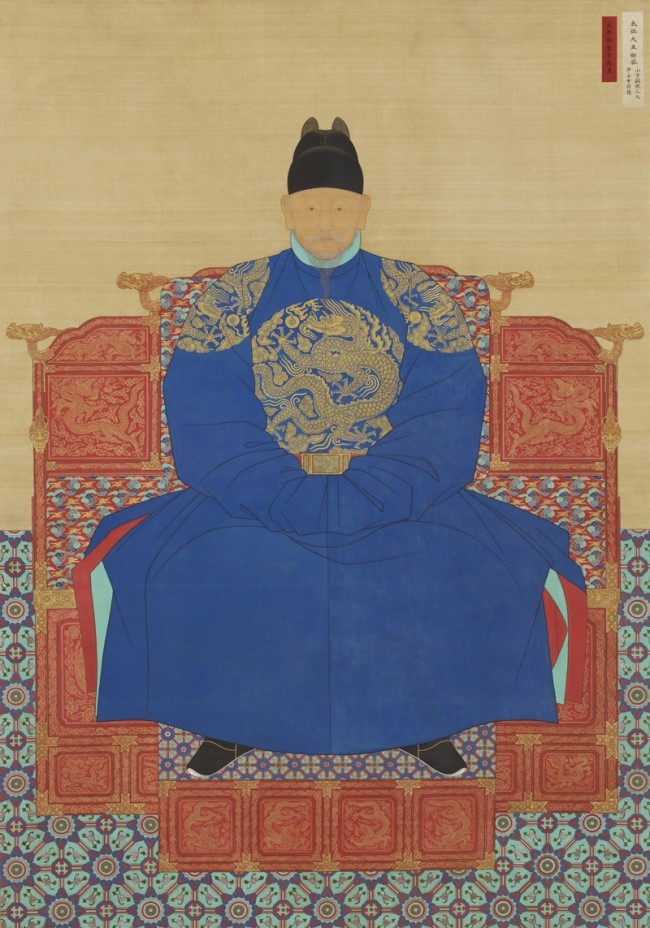
고려의 장수이자 조선을 개국한 이성계

왜구 문제가 어느 정도 수습된 후인 1388년(우왕 14년) 음력 1월에는 토지 겸병으로 악명 높은 권문세가인 이인임 일당이 대대적으로 숙청되었다. 이 숙청은 권문세가 출신이지만 청렴하고 강직하기로 이름난 최영(崔瑩)이 우왕과 상의하여 집행하였고, 신흥세력인 이성계 장군이 힘을 더하였다. 이로써 권문세가의 기세가 꺾이고 신흥 사대부들이 본격적인 정치활동을 시작하게 되었다. 그러나 미온적인 정책을 추진하던 최영과 적극적인 개혁을 원하는 신흥 사대부 간에는 틈이 있었다.
같은 해에 명나라가 철령위(鐵嶺衛)를 설치하겠다며, 쌍성총관부 지역을 내놓으라고 강압적인 통보를 해오자, 최영은 북으로 밀려난 원나라에 명나라를 협공할 것을 제의하고 명나라의 동북 방면 전진기지인 요동에 대한 정벌을 추진하였다. 이에 대해 이성계는 군사적 난점을 들어 반대를 하였으나 받아들여지지 않았다. 조민수(曺敏修)와 함께 원정군을 이끌고 출병한 이성계는 압록강 가운데에 있는 위화도(威化島)에 머물면서 지휘권을 장악한 다음 군사를 개경으로 돌려 최영을 제거하고 정권을 장악하였다(1388년). 이후 명나라의 철령위 설치 기도도 중지되었다.

### 신진사대부 집권과 멸망
이성계 일파의 집권 후 신흥 사대부들은 권문세가나 사원이 보유한 농장 등을 몰수하고 새로운 토지제도를 실시하기 위해 사전(私田)개혁을 추진하였다. 권문세가들의 세력은 크게 약화되었으나, 반발도 적지는 않았다. 폐위된 우왕의 아들 창왕이 이성계 일파의 반대에도 불구하고 어렵게나마 왕위를 이을 수 있을 만큼 구세력도 명맥을 유지하고 있었다. 그렇지만 이성계 일파가 창왕마저 폐위하고 공양왕(恭讓王)을 옹립하자(1389), 정치는 완전히 신진 사대부가 주도하였다.
또한 사전 개혁도 본격화되었다. 전국의 토지에 대한 측량이 시작되어 공양왕 2년(1390)에 완료되자 종래의 공사전적(公私田籍)이 모두 불태워졌다. 사전 개혁으로 국가의 세수(稅收) 대상 토지가 확보됨으로써 국가 재정이 확충되고, 관료들에게도 경제적 급부로서 과전(科田)이 지급될 수 있었다. 공양왕 3년 전시과제도와 마찬가지로 수조지인 과전을 분급하는 과전법(科田法)이 공포되었다. 그러나 전시과제도 그대로 복구된 것은 아니었으니, 과전법의 수조지 분급 대상 지역은 경기지역에 한정되도록 축소되었고, 분급 대상도 대체로 현직 관리들을 중심으로 한 범위에 제한되었다.
이러한 수조지 제도의 대폭적인 축소는 소유권에 의한 토지 지배가 확대되고 수조권에 의한 토지 지배가 축소·쇠퇴되어가는 시대적 상황이 반영된 것이다. 신흥 사대부들은 정치와 사상 등의 면에서도 새로운 질서를 추구하며 개혁을 확대하였다. 그리하여 마침내 조준(趙浚)·정도전(鄭道傳) 등 급진적 개혁을 추구하는 역성혁명파(易姓革命派)가 온건한 개량을 주장하는 이색(李穡)·정몽주(鄭夢周) 등의 반대파를 꺾고 이성계를 왕으로 추대함으로써 고려에서 조선(朝鮮)으로 왕조가 바뀌게 되었다.
고려에서 조선으로의 왕조 교체는 국가 사회로서는 연속성을 가졌던 것이었으니, 왕조만이 아닌 기존 국가 사회 자체가 멸망하여 영토와 국민이 크게 변동하였던 앞 시대의 삼국에서 신라·발해로의 변화나, 남북국 시대에서 후삼국을 거쳐 고려에 이르는 왕조의 변화와는 다른 성격을 가졌다.
고려에서 조선으로의 변화는 왕실과 왕조로서는 종말과 새로운 개창이었으나, 영토와 국민으로서는 연속이었으며, 고려 말 당시 국가 체제 안에 포괄된 지배층 내에서의 정권교체라는 성격을 강하게 갖는 것이었다. 그리고 그 정권 교체의 이면에서는 고려 후기 이후 광범한 사회 변동 속에서 암중모색되던 개혁이 확고한 방향을 잡고 새로운 체제를 구체화시키는 결실을 보고 있었다.

## 중국 역사서와 한국 역사서에 나타난 고려의 영토
선화봉사고려도경의 고려의 강역
원문:
高麗。南隔遼海。西距遼水。北接契丹舊地。東距大金。又與日本、琉球、聃羅、黑水毛人等國。犬牙相制。…(中略)…舊封境東西二千餘里，南北一千五百餘里。今既并新羅、百濟，東北稍廣，其西北與契丹接連。— 고려도경 - 권3

번역:
고려의 남쪽은 요해(遼海)로 막히고 서쪽은 요수(遼水)와 맞닿았고, 북쪽은 옛 거란 땅과 연속되고 동쪽은 금(金) 나라와 맞닿았고, 또, 일본ㆍ유구ㆍ담라(聃羅)ㆍ흑수(黑水)ㆍ모인(毛人) 등 나라와 견아상제(犬牙相制)의 모양으로 되어 있다. …(중략)… 옛적에는 봉경(封境)이 동서 2천여 리, 남북 1천 5백여 리이었는데, 지금은 이미 신라와 백제를 합병하여 동북쪽은 조금 넓어졌지만 그 서북쪽은 거란(契丹)과 연속되었다.
《고려사》에서는 고려의영토를 이렇게 기록되어있다
그 사방 경계[四履]는, 서북은 당(唐) 이래로 압록(鴨綠)을 한계로 삼았고, 동북은 선춘령(先春嶺)을 경계로 삼았다. 무릇 서북은 그 이르는 곳이 고구려에 미치지 못했으나, 동북은 그것을 넘어섰다.

## 정치
광종(光宗)이 죽자 신라 6두품 계통의 유학자들이 정치의 주도적 역할을 담당하게 되었다. 그리고 그 대표적인 인물이 신라 중앙 귀족이었던 최승로(崔承老)였다.
신라 최승로의 정치 이념은 집권적인 귀족 정치를 실현하는 것이었다. 그는 신라가 귀순할 때 고려의 신하가 된 사람으로서 호족과는 달리 지방에 자기의 근거지를 갖고 있지 않은 학자였다. 이것은 자연히 그의 정치적 견해를 집권적인 것으로 만들었다. 그러나 그는 또 왕권의 전제화에 반대하고 유교의 정치 이념을 내세웠으니 그가 성종에게 건의한 시무(時務) 28조는 이러한 그의 입장을 잘 나타내 주고 있다. 성종은 광종의 개혁이 실패한 뒤의 정치적 수습을 이 유학자들의 견해에 의존할 수밖에 없었다. 그는 처음으로 중앙에서 지방관을 파견하고, 향직(鄕職) 개혁을 실시하여 지방 호족들의 지위를 격하시켰다. 한편 호족들은 되도록 중앙귀족으로 흡수하려고 하였으며, 고전과 유교에 밝은 귀족들의 의견을 청취하여 정치에 반영시키려고 하였다. 이리하여 고려 귀족 정치의 터전이 잡혀가고 있었다.
고려는 신라가 귀족인 진골 중심의 정치(성골인 왕족은 수가 적었다 그 증거로는 2명의 여왕이 나왔다.)를 했던 것과는 달리, 여러 이성(異姓) 귀족들에 의해 정치를 해 나갔고, 이 이성 귀족들은 자기의 출신지를 중요시하였다. 즉, 본관(本貫)은 호족의 세력을 가늠하는 하나의 표준이 되었고, 그러므로 문벌(門閥) 또는 가문(家門)이 중요시되었으며, 호적(戶籍)이 평민과 별도로 작성되었다. 호족은 자기 가문의 세력을 확장시키기 위하여 혼인정책(婚姻政策)을 사용하였다. 이에 따라 고려 최고의 귀족인 왕실과의 통혼은 가문으로서의 최고 영예일 뿐만 아니라, 정권 장악의 첩경이기도 하였다. 그리하여 왕실의 외척으로서 정권을 추구하는 명문세족(名門世族)들이 나타났다.
안산 김씨(案山金氏)와 인주 이씨(仁州李氏)는 대표적인 존재였다. 신라계였던 안산 김씨는 김은부(金殷傅)가 세 딸을 신라 왕실의 외손이기도 한 현종(顯宗)의 비(妃)로 들인 이후 문종(文宗)에 이르는 4대 50여 년간 외척으로서 정권을 차지하였으며, 마찬가지로 신라계였던 인주 이씨는 이자연(李子淵)의 세 딸이 현종의 아들이었던 문종(文宗)의 비로 들어간 후부터 인종 때까지 7대 80여 년간 정권을 잡았다. 그 외에도 최충을 대표적 인물로 하는 해주 최씨도 당대의 명문(名門)이었다.
이리하여 고려는 정치·사회 면에서 귀족 중심의 체제가 이루어졌다. 수도 개경은 귀족의 중심지로서 또는 전국의 심장부로서 발전하였다.

### 외왕내제체제
고려사 범례에 이르기를,
"무릇 종(宗)을 칭하고 폐하(陛下)․태후(太后)․태자(太子)․절일(節日)․제(制)․조(詔)를 칭한 따위는 비록 참람된 일이라고 하겠으나 이제 당시의 불렸던 바에 따라 그 사실을 그대로 두었다."
라 하여 고려에서는 저와 같은 황실 용어를 사용했음을 알 수 있다. 다만, 고려사와 고려사절요에 의하면 시호가 황제로 올려진 임금은 없다.
전기에 천수, 광덕, 준풍 등의 독자적인 연호, 묘호, 오등작, 원구단, 삼성체제(三省體制), 궁성(宮城)에 5 문(門) 설치 등 황제국의 제도를 사용하여 고려가 신라는 물론 탐라와 발해, 여진의 여러 소국들을 번국(蕃國)으로 아우르는 천자국임을 표방했지만 외교 관례상 종래 중국 중심의 세계 질서를 인정하여 후주, 송, 요, 금 등의 연호를 사용하고 형식상의 책봉을 받기도 했다.
이후 원의 부마국으로 전락하여 실질적 간섭을 받게 되었으며 체제 또한 제후국으로 격하 되었다.
태묘에는 성종 대에 제후국 제도를 따라 5묘제로, 의종대에 천자국의 제도에 맞추어 7묘제로 하였다.

## 통치 기구
고려는 신라를 잇는 새로운 통일 왕조로서 역사적 의의를 지닌다. 고려의 성립은 고대 사회에서 중세 사회로 이행하는 한국 역사의 내재적 발전을 의미한다. 통일신라 말기의 6두품 출신 지식인과 신라의 지방 호족 출신을 중심으로 성립한 고려는 골품 제도 위주의 신라 시대보다 더 개방적이었고, 통치 체제도 과거제를 실시하는 등 효율성과 합리성이 강화되는 방향으로 정비되었다. 특히 사상적으로 유교의 정치 이념을 신라 때보다 더욱 수용하여 고대적 성격을 벗어날 수 있었다.
태조· 광종은 연호를 세워 대외적으로도 황제를 칭했다. 뿐만 아니라 다른 고려의 군주들 또한 스스로를 짐(朕), 수도를 황성(皇城), 군주의 존칭을 폐하(陛下), 차기 보위를 계승할 임금의 장남을 정윤(正胤) 또는 태자(太子), 군주의 어머니는 태후(太后), 군주의 명령은 조(詔)와 칙(勅)으로 부르는 등 제국의 제도를 사용해왔다. 그러나 13세기 원나라의 지배 이후, 모든 제도가 격하되었다. 짐(朕)을 과인(寡人)으로, 폐하(陛下)를 전하(殿下)로, 태자(太子)도 세자(世子)로 불렸다.
고려 시대는 외적의 침입이 유달리 많았던 시기였다. 그러나 고려인들은 줄기찬 항쟁으로 이를 극복하였다. 12세기 후반 무신들이 일으킨 무신정변은 종전의 문신 귀족 중심의 사회를 변화시키는 계기가 되어, 신분이 낮은 사람도 정치적으로 진출할 수 있었다.
이후, 무신 집권기와 원 간섭기를 지나 고려 후기에 이르러서는 새롭게 성장한 신진사대부를 중심으로 성리학이 수용되어 합리적이고 민본적인 정치 이념이 성립되었고, 이에 따른 사회 개혁이 진전되었다.

### 중앙 관제
태조 왕건은 태봉과 신라의 제도를 아울러 사용하였으나, 이것은 신라 시대의 골품제(骨品制)를 청산하고 왕권(王權)이 확립될 때까지의 과도기적 조치에 지나지 않았다. 나라의 기반이 튼튼해지고 왕권이 확립된 성종(成宗)에서 문종(文宗)에 이르는 기간에 당(唐)·송(宋)의 제도를 수입하여 관제를 정비 완성하였다. 임금의 최고 고문(顧問)으로 삼사(三師)와 삼공(三公)이 있었는데, 이것은 국가 최고의 영예직이요, 실무는 보지 않았다. 중앙 행정의 최고 기관으로는 삼성(三省)·육부가 있었으며, 삼성은 중서(中書), 문하(門下), 상서(尙書)의 세 성(省)이며, 이것은 당나라의 제도를 모방한 것이다. 문하성은 임금의 명령을 전달하고, 신하들의 건의를 받아들이는 사무, 중서성은 조칙(詔勅)에 관한 사무, 상서성은 실지로 국무(國務)를 맡아보는 집행 기관으로 그 밑에 6부가 있었다.
문하성의 장관을 시중(侍中)이라 하고 수상(首相) 격이었으며, 중서성의 장관은 중서령(中書令), 상서성의 장관은 상서령(尙書令)이라 하였다. 이 성의 고관을 재신(宰臣)이라 불렀다. 이 중에서 문하성과 중서성은 매우 밀접한 관계가 있어서 합해서 중서문하성이라 불렀다.
상서성의 지휘를 받는 육부는 이부(吏部)·병부(兵部)·호부(戶部)·형부(形部)·예부(禮部)·공부(工部)였다. ① 이부는 관리의 임면과 상작(賞爵), ② 병부는 무관의 임면, 군무의(軍務)·의장(儀仗), 우역(隅驛), ③ 호부는 호구, 부역, 전량(錢糧), ④ 형부는 법령, 소송, 형옥(形獄), ⑤ 예부는 예의, 제사, 조회(朝會), 교빙(交聘), 학교, 과거, ⑥ 공부는 산택(山澤), 공장(工匠), 영조(營造)를 각각 맡았다.
이 밖에 삼성과 거의 같은 자격을 가진 삼사(三司)가 있어 국가재정을 통일하였다. 또 군국(軍國)의 기밀과 숙위(宿衛)를 맡은 기관을 중추원(中樞院) 이라 하고 그 장관을 판원사(判院事)라 하였다. 중추원은 삼성과 더불어 국가의 최고 기관으로, 그 고관을 추신(樞臣)이라 했고, 삼성의 고관인 재신과 아울러 재추(宰樞)라 불렀다. 또 이 두 기관을 양부(兩府)라 한다. 특수 기관으로, 국가의 주요한 격식(格式)을 결정하는 식목도감(式目都監), 감찰을 맡은 사헌대(司憲臺), 조명(詔命)을 맡은 한림원, 모든 시정(時政)을 기록하는 사관(史觀), 대학으로 국자감(國子監)이 있었다.
보문각(寶文閣)은 경연과 장서를 맡았고, 어서원(御書院)은 왕실 도서관이었고, 비서성(秘書省) 은 경적(經籍)과 축소(祝疏)를 맡았다. 재주 있는 문신(文臣)을 뽑아 임금을 모시게 한 홍문관(弘文館), 또 조회(朝會)와 의식(儀式)을 맡은 합문(閤門), 제사와 증시(贈諡)를 맡은 태상시(太常寺), 감옥을 맡은 대리시(大理寺), 빈객에 대한 연회와 접대를 맡은 예빈시(禮賓寺), 시장을 단속하는 경시서(京市暑), 왕실과 종친의 족보를 맡은 전중성(殿中省), 왕실의 의약과 질병 치료 등을 맡은 태의감(太醫監), 공로(公路)와 역원(驛院)을 맡은 공역서(供驛暑) 등이 있었다.

### 지방 행정
고려의 지방제도는 건국 초기에는 미처 중앙의 행정력이 전라도까지 미칠 수가 없어서 전라도 행정은 호족(豪族)들에게 방임된 상태에 놓여 있었다. 그 뒤 983년(성종 2)에 12목(牧)을 두어 여기에 중앙의 관원을 파견한 것이 지방관제의 시초였다. 그러다가 차츰 왕권의 확립을 보게 된 995년(성종 14)에는 경기 이외의 전국을 편의상 10도(道)로 나누는 동시에 12주(州)의 절도사(節度使)를 비롯하여 아래로 단련사(團練使)·자사(刺使)·방어사(防禦使) 등 외관을 설치하였지만 10도는 이내 유명무실하게 되었으며, 단련사·자사·방어사 등의 외관직도 곧 폐지되었다.
결국 전국은 5도 양계와 경기로 크게 나뉘었다. 그 안에 3경·4도호부·8목을 비롯하여 군·현·진 등을 설치하였다.

### 관계
고려의 관계(官階)는 정1품(正一品)에서 종9품(從九品)까지 30단계가 있었다. 1품에서 3품까지는 정과 종으로 구분하고, 4품에서 9품까지는 정.종과 상.하로 구분하여 30단계였다. (3x2 + 6x4 = 30). 3품 이상은 정ㅁ품, 종ㅁ품으로 구분하고, 4품 이하는 정ㅁ품상, 정ㅁ품하, 종ㅁ품상, 종ㅁ품하로 구분하는 식이었다. 이 밖에 왕의 최고 고문 격으로 삼사(三師)·삼공(三公)의 직이 있었는데, 문종 때 이들의 관계는 정1품이었다.

## 경제
고려는 상업(商業)을 중요시하였다. 고려는 신라 후기의 혼란을 극복하고 전시과 제도를 만드는 등 토지 제도를 정비하여 통치 체제의 토대를 확립하였다. 또, 문란해진 수취 체제를 다시 정비하면서 재정 운영에 필요한 관청도 설치하였다. 또한 신라의 민정문서 제도를 계승하여 토지와 인구를 파악하기 위한 양안 사업을 실시하고 호적을 작성하였다. 이것을 근거로 조세, 공물, 부역 등을 부과하였다. 아울러 국가가 주도하여 산업을 재편하면서 경작지를 확대시키고, 상업과 수공업의 체제를 확립하여 안정된 경제 기반을 확보하였다.
농업에서는 기술의 발달로 농업 생산력이 증대되었고, 상업은 시전을 중심으로 도시 상업이 발달하면서 점차 지방에서도 상업 활동이 증가하였다. 수공업도 관청 수공업 중심에서 점차 사원이나 농민을 중심으로한 민간 수공업을 중심으로 발전해 갔다.
특히 개경의 외항인 벽란도에는 중국, 일본, 아라비아, 페르시아 등지의 상인들이 와서 활발하게 무역하여 인삼, 농기구, 도자기 등을 수출하고 유리 공예품, 서적, 비단 등을 수입했다.

### 대송 무역
고려는 정치적으로 송나라와 밀접한 우호 관계를 맺으면서 북방 민족을 견제했다. 또한 양국은 빈번한 교역을 통해 서로의 문물을 교환하였다.
고려가 송나라에서 수입하는 물품은 주로 귀족들의 애호품인 능견(綾絹 : 비단)·자기·약재·악기·향료·문방구(종이·붓·먹) 등이었다. 이 중에서 특히 자기·서적은 각각 고려의 청자와 목판 인쇄술(木版印刷術)의 발달에 크게 영향을 미쳤으나, 그밖에 다른 물품 수입은 귀족의 사치 풍조를 더욱 조장시켰다.
고려의 수출품으로는 금·은·구리·인삼·송자(松子 : 잣)·모피 등의 원산품과 능라(綾羅 : 비단)·저마포·백지(닥나무 종이)·금은동기·부채·금은장도, 그 밖에 종이·붓·먹 등 가공품이 많았다.

### 대원 무역
2005년 7월에 중국 산둥(山東)성에 발굴된 고려 선박에서는 고려 상감청자와 옹기, 접시 등의 토기가 나왔다. 원나라의 무역선이 아닌 고려의 배 또한 원양 항해에 나섰다.

## 사회

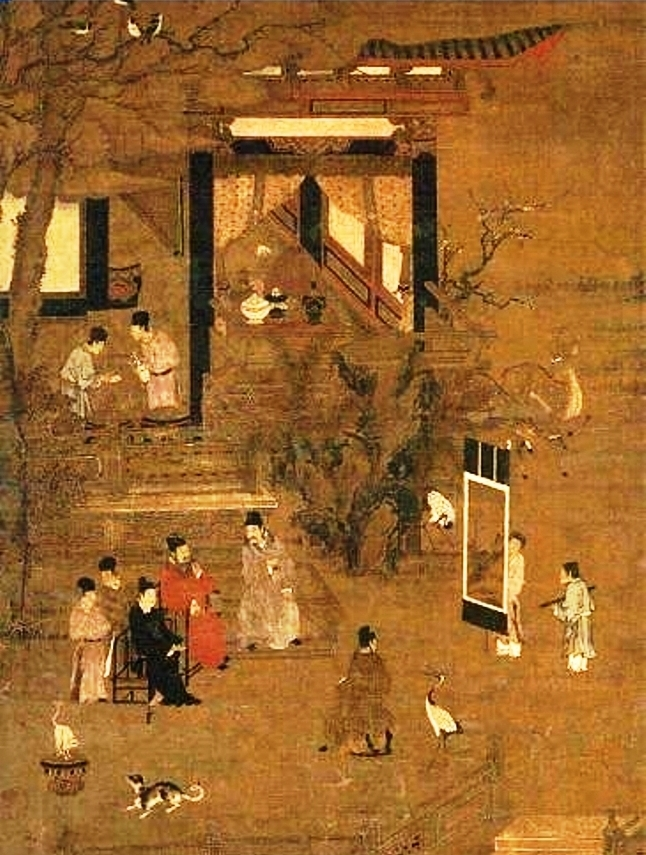
아집도대련, 고려시대 개경의 생활상을 담은 회화

고려사회는 신분 사회로서 중인, 평민, 천민, 양반 관료 등의 신분으로 구성되어 있다. 신분은 세습되는 것이 원칙이었고, 각 신분에는 그에 따른 역이 부과되었다. 그러나 그렇지 않은 경우도 있었는데, 향리로부터 문반직에 오르는 경우와 군인이 군공을 쌓아 무반으로 출세하는 경우를 들 수 있다. 귀족들은 문반, 무반, 귀족과 왕족이고 중인은 서리와 기술관이다. 귀족과 중인은 지배층이고 피지배층은 평민과 천민이 있다. 귀족은 공작(公爵), 후작(侯爵) 등의 제도를 두어 영국의 귀족과 유사한 형태를 갖췄다. 평민은 농민, 수공업자, 상인이 있는데 농민이 대다수를 차지하고 있었다. 천민은 노비와 향, 소, 부곡민, 화척, 재인 등이 있었다. 백성의 대부분을 이루는 양민은 군현에 거주하는 농민으로, 조세, 공납, 역을 부담하였다. 향, 부곡, 소 같은 특수 행정 구역에 거주하는 백성은 조세 부담에 있어서 군현민보다 차별받았으나, 고려 후기 이후 특수 행정 구역은 일반 군현으로 바뀌어 갔다. 흉년이나 재해 등으로 어려움을 겪는 백성들의 생활을 안정시키기 위하여 국가는 의창과 상평창을 설치하고, 여러 가지 사회복지정책을 실시하였다.
재혼녀도 고려의 왕비가 될 수 있었으며 일반인들에게도 재혼이 악으로 취급되지 않았다. 유산은 남녀가 균등하게 상속받았으나 여성은 관직에 진출할 수가 없었다.

### 고려의 수취 체제
전시과(田柴科)로 대표되는 토지제도 밑에 고려의 농민은 공전 또는 사전을 경작하고 국가 또는 개인 지주에 대하여 조세(租稅)·공부(貢賦)·역역(力役) 등의 부담을 졌다. 전조(田租)는 토지 수확물의 일부를 바치는 것이며, 그 양은 공전과 사전에 차이가 있었다. 공전은 1결마다 수확물의 ¼에 해당하는 2석 정도를 바쳤으며, 사전인 경우에는 그보다 배가되는 수확물의 ½을 바치게 규정되었다. 또한 토지의 비옥도(肥沃度)에 따라 조세율에 차등이 있었으며, 흉작일 경우에는 조세를 감면하도록 하였다. 고려에서는 개간을 장려하여 진전(陳田)을 개간하는 농민에게는 1~2년 동안 전조를 면제해 주었다.
전조는 수조자(收租者)가 국가에 바치는 세미(稅米)와 아울러 각 지방의 조창(漕倉)에 수집되어 육로 혹은 해로를 통하여 중앙에 수송되었다. 전조 외에 공물(貢物)이 있어서 상공(常貢, 歲貢)과 별공(別貢)으로 나누었다. 상공은 쌀·포(布)·면사(綿絲)·유밀(油蜜) 등을 바치게 했으며, 별공은 그 지방 특산물을 따로 바치게 한 것이다. 농민에게 가장 부담이 큰 역(役)은 군역(軍役)과 요역(徭役)으로 구별되어 16세 이상, 60세 이하의 정남(丁男)이면 누구나 이를 져야 했다. 요역은 각종 토목공사(土木工事)에 동원되는 것으로 일시적인 것이었으나 군역은 장기간에 걸쳐 복무해야 하는 것이었다.
일반 농민은 대개 20세가 되면 군정(軍丁)이 되어 대체로 노동 부대 성격을 띤 지방군(地方軍)에 편입되었고, 여정(餘丁)은 군정을 경제적으로 돕게 되었다. 이러한 수취 체제 중 농민은 특히 군역의 부담에서 벗어나고자 유민(流民)이 되거나 호족에 의지하여 전호(佃戶)가 되는 경우가 많았다.

### 교통 인프라
고려의 교통 인프라에서 비중은 육로교통보다 수로와 해로교통이 크게 차지했다고 할 수 있다. 전 국토에 산이 많고 도로가 험하여 수레로 운반이 불리하였기 때문이다. 수로와 관련이 있는 진(津) · 도(나루터) 등에 세력가들이 크게 번영하였다.
고려는 통일신라와 달리, 조세를 수도로 운반하였기 때문에 더욱 도로체계가 정비된다. 도로 가운데 정치적·군사적·경제적으로 중요하다고 판단되는 요로에는 역(驛)이 두어졌고, 교량으로 이어지지 않는 하천에는 진(津)이 설치되어서, 전국적인 도로망은 진에 의하여 보완되는 역로(驛路)로 이루어졌다. 하지만 고려 후기가 되면 무신집권기와 원간섭기를 거치며 발전되었던 도로체계는 무너진다.

## 문화

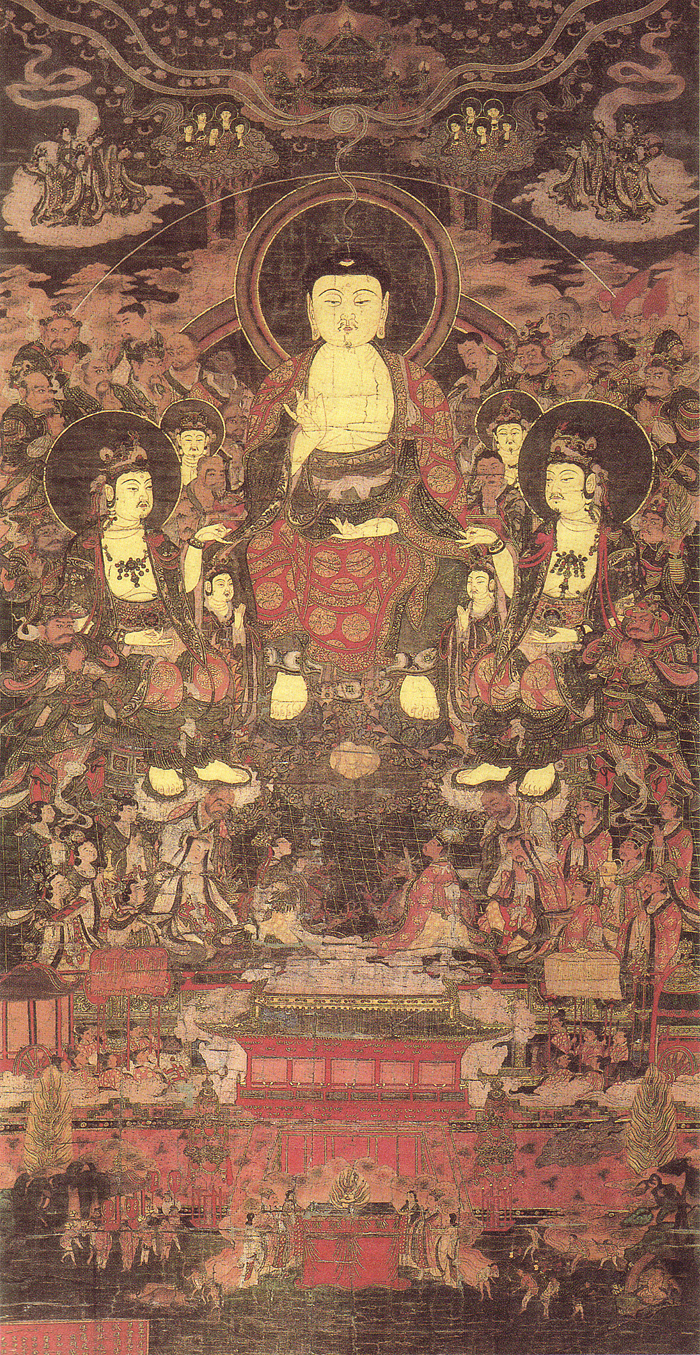
고려불화인 미륵하생경변상도

신라 시대에 들어온 유교가 정치 이념으로 채택, 적용됨으로써 유교에 대한 인식이 확대되었으며, 후기에는 성리학도 전래 되었다. 불교는 신라시대보다 확대되어 생활 전반에 영향을 끼쳤다. 이런 가운데 불교 사상이 심화되고, 교종과 선종의 통합 운동이 꾸준히 추진되었다.
중세의 예술은 귀족 중심의 우아하고 세련된 특징을 드러내고 있다. 건축과 조각에서는 고대의 성격을 벗어나 중세적 양식을 창출하였으며, 청자와 인쇄술은 세계적인 수준을 자랑하고 있다. 그림과 문학에서도 중세의 품격 높은 멋을 찾아 볼 수 있다.
고려 초기에는 과거제와 함께 한문학이 크게 발달하였고, 성종 이후부터는 문치주의가 성행함에 따라 필수 교양으로 발전하였다. 이로 인해 여러 우수한 시인이 많이 등장하게 되었다.

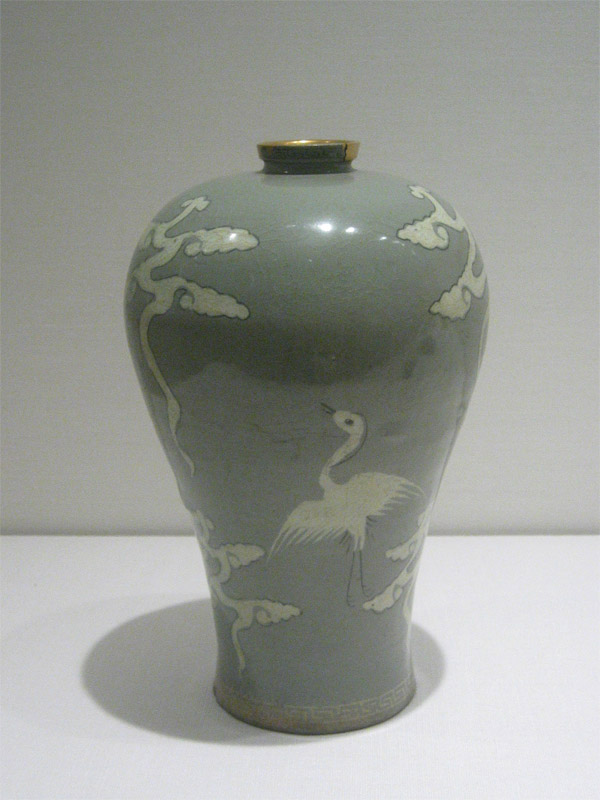
고려청자

고려인들은 자신들의 사치 생활을 충족하기 위하여 다양한 예술 작품들을 만들어 즐겼으므로 예술 면에서도 큰 발전을 이룩하게 되었다. 그 중에서도 가장 돋보이는 분야는 공예였다. 공예는 생활 도구와 불교 의식에 사용되는 도구를 중심으로 발전하였고, 특히 자기 공예가 뛰어났다.

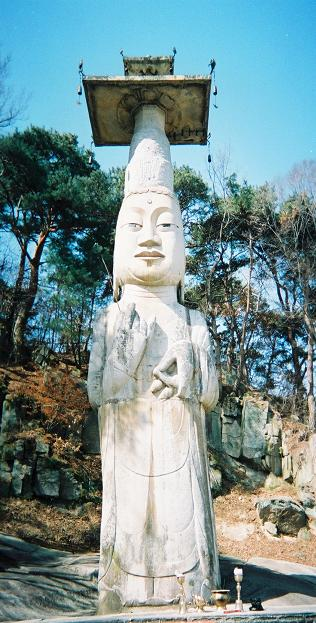
관촉사 미륵보살 입상

고려는 불교를 국교로 삼았으나 다른 종교도 금하지 않고 자유로이 믿게 하는 등 신앙의 자유를 인정하였다.
고려 후기의 문화는 조계종의 융성과 주자학의 전래로 특징지어진다. 불교에 있어서의 조계종은 백운(白雲)·태고(太古)·나옹(懶翁)·무학(無學) 등의 활약으로 종풍(宗風)을 크게 떨쳤으나 새로 일어나는 주자학의 발전으로 불교의 정신계에 대한 지도력은 상실되어 갔다.
주자학은 충렬왕 이후 유교의 진흥으로 중국에서 전래되어 점차 발달, 불교 배척의 기운을 조성했다. 또한 사학(史學)이 발달하여 많은 사서(史書)가 편찬되었으며, 한편 새로운 형식의 시가인 경기체가(景幾體歌)와 장가(長歌)가 나타났다. 미술에 있어서도 많은 작품을 남겼다. 한국의 현존(現存)하는 최고(最古)의 목조 건물인 영주 부석사의 무량수전(無量壽殿)을 비롯하여 적잖은 건축물들이 당대의 모습을 보여주고 있으며, 그 외에 석탑(石塔)·석부도(石浮屠) 등도 당시의 예술을 말해준다. 또 회화도 점점 발달하였으며, 서도에는 우아한 송설체(宋雪體) 경향이 나타났다. 그러나 고려 후기의 문물 중 무엇보다 특기할 것으로는 인쇄술의 발달과 목면(木棉)의 전래 및 화약의 제조를 들 수 있다.

한 연구에 따르면 고려 건국 후 요·금 교체기인 12세기 초까지 약 17만 명가량의 이민족이 고려로 이주했다, 이는 당시 추정 인구의 8.5%로, 지금의 국내 체류 외국인 비율 3.9%보다 훨씬 높다. 개인단위의 귀화와 국제 결혼을 통한 귀화가 흔한 지금과 달리 고려 시대에는 가족 단위, 집단 단위로 이주해 오는 귀화인들이 많았다.
백관의 관복은 신라 왕실의 관례를 따랐다가 광종 때 송나라 제도로 바꾸었고, 몽골의 내정 간섭 기간에는 몽골식을 따랐다. 이후 원·명의 세력 판도가 바뀌는 과도기에는 상황에 따라 몽골복과 명제(明制)를 따랐다. 이성계가 위화도에서 돌아온 후로 명제가 확정되어 근세에 이르렀다.
일반 서민은 대개 흰 옷을 입었고 여자들은 홍(紅)·황(黃)색 등 색옷을 입기도 하였다. 처녀는 붉은 댕기, 총각은 검은 댕기를 달았고, 귀족은 가죽신, 서민은 짚신을 신었으며 귀족의 부인은 너울을 썼다. 죄인은 관이나 두건을 쓰지 못했다.
왕실과 귀족들은 금·은그릇과 정밀한 도자기를 썼고, 서민은 조제(粗製)도자기·토기·구리그릇·놋그릇을 썼다.
신라 시대보다 불교가 더욱 성행하여 사람이 죽으면 화장(火葬)하는 풍습이 퍼졌고, 부모상에는 대개 100일 동안 복상하였다. 삼년 동안 복상하는 습관은 말기의 정몽주 등 유학자들에 비롯된다.
무당은 일반적으로 성행하였고, 산신(山神)을 모신 사당과 서낭당 등이 있었으며 기타 귀신도 많이 모셨다.
설·정월보름·한식·상사(上巳: 음력 3월 3일)·단오·추석·중양절(重陽節: 음력 9월 9일)·동지·팔관회(八關會)가 일반적인 명절이요, 이 밖에 인일(人日: 음력 1월 7일)·입춘·2월 연등·3월 삼짇날·사월초파일·유두(음력 6월 15일)·우란분회(음력 7월 15일)·제석(際夕) 등이 있다.
설에는 차례를 지내고 관청에서도 전후 7일의 휴가를 주었다. 보름에는 다리 밟기, 입춘에는 첩자(帖子)를 써 붙였고, 한식에는 성묘(省墓)와 그네, 삼짇날에는 들놀이에 쑥떡을 먹었고, 사월초파일에는 집집이 연등(燃燈), 단오에는 공치기·석전·그네·성묘, 유두에는 머리를 감아 액을 씻었고, 우란분회에는 절에 가서 공양했고, 추석과 중양절에도 성묘와 놀이, 동지에는 팥죽을 먹었다. 이 가운데서 국가적 경축일은 원정(元正), 즉 설날을 비롯한 동지·팔관·성상절일(聖上節日 : 임금의 생일)이었다.
놀이와 오락으로는 공치기·씨름·제기차기·석전(石戰)·바둑·장기·윷·연날리기·투호·꼭두각시놀이·광대놀이 등이 있었다.

### 종교

#### 불교
불교는 고려의 국교였는데, 고려는 국교로서의 불교 이외의 도교, 유교, 무속신앙과 같은 종교를 금지하지 않았으며 신앙의 자유를 인정하였다.
태조 이래 불교를 국교로 숭상함으로써 수도 개성을 위시하여 전국에 많은 사찰이 있었다. 신하뿐 아니라 왕가에서도 출가하여 승려가 되는 일이 허다하였다.
고려에서는 불교가 지극히 숭상됨에 따라 승려의 사회적 지위도 높아져 광대한 사원전(寺院田)을 차지하고 세속적인 인권도 대단하였다. 선종과 교종 모두에서 체계적인 승려 제도가 있었고 왕의 스승인 왕사와 나라의 스승인 국사는 크게 존중받았다. 이에 따라 위대한 사상가 또는 스님도 많이 나타났는데 그 대표적인 인물이 대각국사 의천 · 보조국사 지눌 · 태고 보우이다.
고려의 불교는 팔만대장경의 판각을 비롯한 사회적으로 많은 순기능을 하였으나 또한 역기능을 하기도 하였다. 많은 경비를 들여 자주 절을 짓고 불교행사를 마련한 것은 고려가 기울어지게 된 원인의 하나이기도 하였다.

#### 도교
고려시대에는 도교를 중시하는 송나라(960-1279)의 풍습이 조금씩 전래하다가 예종(재위 1105-1122) 때에 송나라 휘종(재위 1100-1125)이 도사 두 명을 보내어 도법을 전하였고, 이에 고려에서는 개성(開城)의 북쪽에 복원관(福源觀)이라는 도관(道觀)을 세워 삼청상(三淸像)을 모시고 도사(道士)를 두었다. 그러나 도교는 국가 중심의 도교 의식에 그치고 일반 민중의 종교적 발전에까지는 이르지 못하였고, 성신(星辰)에 대한 신앙, 부적(符籍)의 사용, 경신(庚申)을 지키는 것 등이 대중화되었다. 도교에서 행하는 제사 및 기도 의식을 재초(齋醮)라고 하는데, 고려에서는 정사색(淨事色)이란 마을이 있어서 여기에서 재초가 행해졌다.

#### 유교
태조십훈요의 끝부분에 보이는 바와 같이 고려의 유교는 주로 통치이념으로서의 측면이 강했다. 경사(經史)를 널리 보고, 후대의 왕들에게 어진 정치를 베풀 것을 유언으로 남겼다. 서경(西京)에 학교를 세운 것도 유교를 이념으로 인재를 교육한 것이라 할 수 있다.
제6대 성종 때에 이르러서는 국자감(國子監)을 세우고 경학박사를 두었으며, 최승로의 진언에 따라 국정을 쇄신하였다. 제4대 광종 때부터는 과거를 시행함으로써 글을 숭상하는 풍습이 일어났으나, 사장시부(詞章詩賦)에 관한 제술(製述, 시나 글을 짓는 일)을 명경(明經, 경서의 대목을 외는 일)보다 치중함으로써 경학의 연구는 미약한 상태였다. 그 후 11대 문종 때에는 최충의 구재(九齋)를 비롯한 사립 학교가 성행하여 이른바 십이도(十二徒)가 일어나고, 경사(經史)를 중심으로 연구하는 학풍이 생겼다. 그러나 최충 이후 200여 년간 유교는 부진한 상태였고, 대부분이 시부(詩賦)를 위주로 한 문장학에만 치중하였다. 당시에는 유가(儒家)라 해도 순수하게 유학만 연구한 것이 아니라, 중국에 있어서 당나라 시대의 경향과 같이 유·불도가 혼합된 상태였다. 그리하여 고려말에 이르러, 건국 이래 겪어온 혼란과 문화적인 침체를 타개할 수 있는 새로운 개혁이 요청되었고, 이에 부응하여 일어난 것이 곧 유교의 혁신 운동이다. 1289년 (충렬왕 15) 때에 안향(安珦)이 충렬왕을 따라 대도에 들어가 《주자전서(朱子全書)》를 입수하고 돌아온 후 정부에 건의하여 국학을 세우게 하고 문묘(文廟)를 중수하게 하는 등 유학 부흥에 큰 공적을 남겼다.
성리학이란 중국에서 한·당(漢唐)의 도불시대(道佛時代)를 거쳐 그것에 대항하여 새롭게 조직·편성된 유학의 이론 체계였다. 당시로서는 새롭고 합리적이며, 강한 자주정신을 가진 성리학은 새로운 기풍을 일으키게 되었다. 안향(安珦)의 문묘개수(文廟改修)와 주자서(朱子書) 최초로 도입하였고 후진의 교육이 발흥하여 성균관을 중심으로 백이정·우탁(禹倬)·권부(權簿)와 같은 유학자를 내었는데, 백이정은 이 정주학을 연구하고, 우탁은 이때 들어온 정주(程朱)의 역전(易傳)을 연구하여 고려에서 처음으로 역리(易理)의 학문을 전파하였으며, 권부는 《주자전서》의 간행을 건의하는 등 모두 정주학 진흥에 공로가 컸다. 안향의 학문은 이제현·이색에 이어 정몽주·정도전·권근(權近)과 같은 사류(士類)를 배출하였다. 그 중 정몽주는 성리학에 정통할 뿐만 아니라 도덕과 경륜에서도 일가를 이루어 고려왕조의 마지막을 장식하는 충신으로 “동방 이학(理學)의 시조”라 불린다. 그러나 현재 《포은집(圃隱集)》에는 약간의 시문(詩文)뿐 유학에 관한 기록이 남아 있지 않다. 한편 이색의 제자인 이숭인도 정몽주와 함께 태학 교수로서 유학이 흥하고 번성하도록 힘을 기울였으나 그는 유학자라기보다는 도리어 문학자 특히 시인으로 유명했다.
성리학은 인간의 본성과 존재의 원리를 탐구하는 심오한 학문으로서, 종래의 불교사상이나 도가사상(道家思想)에서 추구하였던 형이상학적 요구를 대신할 수 있는 것이었다. 또한 주자학(朱子學)은 외적으로 사회적 제도와 규범의 원리가 되는 것으로서 일종의 비판철학이며, 역사철학의 구실을 하였다.

#### 이슬람교
고려에서 이슬람교는 주로 고려인들보다는 외국인들이 많이 믿던 종교였다. 당대 고려 기록에 따르면 1024년 고려 현종 15년 9월에 하산 라자를 포함한 100여 명의 무슬림들이 한반도에 도착했고, 다음 해에 또 다른 100여 명의 무슬림 상인들이 왔다고 한다. 이슬람 세계와 한반도 사이의 무역 관계는 15세기까지 이어지는 고려 왕조와 함께 지속되었다. 그 결과, 근동과 중앙아시아에서 온 많은 무슬림 상인들이 고려에 정착하였다. 중국의 후이족 출신의 일부 무슬림들도 고려에서 살았던 것으로 보인다.
원 간섭기에는 색목인들이 고려로 들어왔는데, 이 집단은 주로 중앙아시아 출신의 무슬림들로 구성되었다. 몽골 사회 질서에서 색목인은 몽골인들 바로 아래의 위치를 차지했고, 원나라 내에서 많은 영향력을 행사했다.
고려 최초의 무슬림인 라마단 빈 알라웃딘은 1349년에 사망했다.
무슬림이 주를 이루는 사람들과의 소규모 접촉은 안팎에서 계속되었다. 고려 후기에는 수도인 개경에 모스크가 있었는데, 이 사원의 문학적 의미는 '예궁'이었다.
고려에 온 이민자들 중 한 명은 원래 고려의 충렬왕과 결혼하기 위해 보내진 몽골 공주의 보좌관으로서 고려에 왔다. 고려 문서의 그의 원래 이름은 "삼가"였지만, 그가 고려를 영원한 고향으로 만들기로 결정한 후, 왕은 그에게 장순룡이라는 한국 이름을 주었다. 장순룡은 고려인과 결혼했고 덕수 장씨의 시조가 되었다.

#### 무속신앙
고구려를 계승한 고려가 존립하던 시대는 하늘에 대한 제사가 다시 중시 된다. 고려의 국조 세계 설화에 평나산(平那山) 산신이 등장하는 것을 비롯하여, 산신이 대단히 중요시되었다.

## 군사
고려의 군사 제도는 신라의 군사 체계를 발전시켜 중앙군과 지방군의 이원 조직으로 나뉘었다. 중앙군은 2군과 6위로, 지방군은 양계의 주진군과 5도의 일반 군현에 주둔하는 군현군으로 이루어졌다.
무관제도로는 2군과 6위를 두었는데, 2군은 응양군·용호군, 6위는 좌우위·신호위·흥위위·금오위·천우위·감문위였다. 각 군과 위(衛) 아래에는 영(領 : 부대)이 소속되었다. 영은 1천 명의 정규군과 6백 명의 망군정인(望軍丁人 : 예비병)으로 구성되었고 도합 45영이 있었다. 또 군과 위에는 각각 상장군(上將軍)·대장군(大將軍) 1명씩 있었고, 지휘하는 영의 수에 따라 영마다 장군 1명, 중랑장(中郞將) 2명이 있었고, 그 아래 낭장(郎將)·별장(別將)·산원(散員)·위(尉)·대정(隊正) 등 군관이 배치되었다. 2군 6위의 상장군 8명과 대장군 8명으로 중방(重房)을 구성하였으며 중방은 최고급 장성들의 회의 기관이었다. 하급 장교들도 회의기관이 있었으니 이를 교위방(校尉房)이라 하였다. 전국의 모든 군대는 2군 6위에 소속케 하였다.
이 밖에 예비 군단으로 광군(光軍)과 별무반(別武班)이 있었다. 광군은 정종 때에 요나라에 대비하기 위해서 30만을 뽑은 예비 군단으로 이를 통할하는 기관을 광군사(光軍司)라 하였다. 별무반은 숙종 때 윤관(尹瓘)의 건의에 따라 여진(女眞)에 대비하기 위해서 기병을 중심으로 만든 예비 군단이다. 전국의 말을 가진 자는 모두 여기 편입시켜 신기(神騎)라 했고, 20세 이상의 남자로 과거를 보지 않은 자는 모두 신보(神步)로 편입하였으며, 승려들로 항마군(降魔軍)을 조직하였다. 즉 별무반은 신기와 신보로 편성되고 방계로 항마군이 여기 속하였다. 별무반은 정규군과 같이 4시를 통해서 훈련을 받았다. 전시에 출정하는 군대는 오군(五軍 : 경우에 따라 3군이 되는 수도 있었다)으로 편성하였는데, 좌·우·중·전·후군(左·右·中·前·後軍)이 그것이다. 오군이 출정할 때에는 행영도통사(行營都統使, 또는 行營兵馬使, 국초에는 大番兵馬使)가 총지휘했는데 이들은 중신(重臣) 가운데서 임명되었다.

## 과학
고려의 과학 기술은 통일신라의 과학 기술을 계승하고 송(宋)·원(元)시대의 중국 과학 기술을 이어받아, 귀족문화 속에서 귀족들의 문화적 욕구를 만족시키는 가운데 발전하였다. 고려의 기술적 발전을 대표하는 인쇄술과 고려청자는 그러한 귀족 문화의 소산이었다. 천문학에 있어서는 천체 관측이 특히 발달하였으며, 그 관측 기록은 독자적이고 정확한 것으로 정평이 있다. 또한 고려 말에는 화약을 제조할 줄 알았으며, 조선 기술(造船技術)은 특히 병선(兵船)에서 뛰어났다. 고려의 지리적 지식은 종래의 중국 중심에서 벗어나 동양 중세의 불교적 세계관을 바탕으로 인도와 중앙아시아의 이른바 5천축국(五天竺國)에 걸치는 것이었으며, 아라비아와 중동지역의 지리적 지식도 가지고 있었다. 고려의 의학은 958년에 시작된 과거제(科擧制)에 의학 부문이 포함되고, 중국의 의서(醫書)와 고려인에 의한 <향약구급방(鄕藥救急方)> 등의 의서를 간행하였다. 그러나 고려 과학의 학문적인 면에서는 기술 분야에서처럼 특이한 점이 뚜렷하지 않다. 고려인은 이론적인 새로운 발전은 없었지만, 경험적이고 실제적인 분야에서는 꾸준히 업적을 쌓아 나갔다.

## 대외 관계

### 토번(吐蕃)
1271년 원종 12년 몽골에서 온 티베트 승려 4명은 고려가 원나라와 강화조약을 체결한 직후여서 개성의 서쪽 성문인 선의문 밖까지 나와 맞이하는 왕의 환대를 받는다.

### 요(遼)
고려는 개국 이래 중국 양(梁)·당(唐)·진(晋)·한(漢)·주(周)의 5대조와 국교를 맺었는데, 그 뒤 중국을 통일한 송나라와도 외교관계를 맺고 있었다. 이것은 신라와 중국과의 관계를 계승한 것으로, 고려도 중국의 문물에 대해서는 모화사상(慕華思想)의 경향이 많았다. 따라서 오랑캐 나라인 요나라(거란)와는 단순한 국교조차 맺지 않으려고 하였다. 그러나 요나라의 성종(聖宗)은 압록강 하류의 여진(女眞)을 정복, 또 985년 그 중류에 있던 발해(渤海)의 후신인 정안국을 멸망시킨 후 여진과 송나라와의 관계를 끊게 하고, 993년에는 고려와 송나라의 관계도 끊기 위해 고려의 영토 서북면(西北面)에 쳐들어왔다. 이에 고려는 사대의 관계를 송나라로부터 요나라에 옮겨서 요나라 황제의 정령을 받는 대신 압록강 동쪽의 여진이 차지하고 있던 땅을 소유하게 되었다. 고려와 양국과의 정치적인 관계는 이로써 일대 전환을 하게 된 것이다.
10여 년 후에 고려의 목종이 피살되고 현종이 즉위하자 요나라 성종은 대군을 거느리고 고려에 침입하여 서울인 개경(開京)을 함락시키는 한편 대묘·궁궐(大廟宮闕)을 불태워 버렸다. 쳐들어온 이유는 왕을 마음대로 폐하고 세운 죄를 묻기 위한 것이었으나, 난을 남쪽으로 피했던 현종이 약속을 이행하지 않자 성종은 앞서 고려에 주었던 강동6주(江東六州)의 반환을 핑계로 삼아 1019년(현종 10)에 이르기까지 전후 3차에 걸쳐 고려에 침입해 왔으나 끝내 이기지 못하고 군사를 철수하였다. 이리하여 두 나라 사이에는 그 뒤 평온한 국교가 계속되었다. 다만 제일 처음 싸움을 할 때 강동(江東)에 설치한 보주(保州 : 지금의 의주)는 그 후도 장기간 요나라의 소유가 되어 이로 인해 사소한 싸움이 끊임없이 계속되었다.

### 금(金)
고려는 개국 초기부터 북변에 여진족이라는 이민족과 접경하고 있었고 여진은 발해시대의 말갈(靺鞨)로서, 발해가 멸망한 뒤는 서쪽의 요나라에게 위협과 견제를 받으며 수많은 부족(部族)으로 나누어져서 만주 및 한반도 북변 일부에 살고 있었으나 그들 사이에는 아무런 통일도 없었다. 한반도 북변에서도 동해 해안에서는 함흥평야가 가장 중요한 지역으로서 여기에는 대소의 많은 여진부락이 흩어져 있었고, 그들 중에는 유력한 추장들도 많았다.
고려는 태조 때부터 화주에 변성(邊城)을 두었으며, 성종 이후는 안변도호부(安邊都護府)라 하고 변경 밖의 여진을 선무하고 견제하는 데 힘썼고, 특히 밀접한 관계가 있었던 것은 함관령(咸關嶺) 안에 있던 여진이었다. 그러므로 그 여러 추장들은 어느 정도까지는 고려에 복종하고 물질적인 이익을 얻고자 자주 조공(朝貢)하였으나 그와 동시에 외적이 되어 때때로 변경에 침범하였다. 압록강 하류에서 동해에 이르는 장성(長城)의 일부로서, 지금의 정평(定平)에다 견고한 성을 쌓은 것도 그들을 방어하기 위한 것이었다. 성종에서 문종 대에 걸쳐 해적으로서 동해안을 횡행하고 해마다 북쪽은 영흥만(永興灣)의 진명(鎭溟)에서 경상도 울산에 이르는 각 지방을 약탈하는 한편 동해를 건너 멀리 일본까지 침범하였던 도이적(刀伊賊)도 역시 같은 지방의 여진이었다. 여하간에 문종·선종 대의 갈라전(曷懶甸)이라 불리던 이 지방의 여진은 거의 고려에 복종하고 있었다.
그러나 숙종 조에 이르러 만주의 정세는 일변하여 북만주 아집하(阿什河)를 본거지로 하는 생여진(生女眞)의 완안씨(完顔氏)는 주위의 여러 부족을 통일한 뒤 두만강 하류 유역으로 진출하여 그곳 여진을 이끌고 또다시 남하, 갈라전의 여진을 세력권 내에 넣었다. 그 다음에는 정평성 밖에서 고려와 충돌하고 두 차례에 걸쳐 고려의 군사를 무찔렀다. 이에 고려는 갈라전을 고려의 영토로 하고자 예종 초기, 윤관(尹瓘)을 주장(主將)으로 한 유명한 9성(九城)의 싸움을 일으켰다. 그러나 군사를 보낸 지 1년 반이 지나도 완안씨의 군사를 완전히 몰아내지 못하게 되어 완안씨와 교섭한 결과, 그들의 완전 복종을 조건으로 성의 포기와 갈라전의 전 지역을 완안씨에게 돌려주고 돌아왔다.
그 후 곧 완안씨의 아골다(阿骨打)는 요나라에 모반하고 군사를 일으켜 국호를 금(金)이라 정한 뒤 1115(예종 10)에는 고려에 대하여 형제의 나라로 국교를 맺도록 하였다. 고려는 처음에 요나라 연호를 중지하고 그 뒤로는 형세를 관망하면서 송나라와 친밀히 지냈다. 1126년(인종 4) 금나라가 이미 요나라를 멸망시키자 고려에서는 금나라의 정령을 받기로 하였으나 그 태도는 금나라의 요망을 만족시키지 못하였다. 또한 고려의 신하들 사이에는 금나라를 섬겨야 된다는 일파와의 갈등이 있는 한편 고려를 원조하려는 송나라의 열망도 있었고, 당시의 국제관계도 대단히 복잡하였으나 고려는 1131년(인종 9) 결국 금나라에 복종하여 그 대가로 오랫동안 갈망하던 보주를 다시 찾아와서 이것을 의주라고 개칭하였다. 이와 같이하여 극히 필요한 사대관계는 금나라가 몰락할 때까지 계속되는 한편, 정치성을 떠난 남송(南宋)과의 교섭도 끊어지지 않았다.

### 원(元)
13세기 초 몽골의 태조 칭기즈칸이 금나라 정벌의 싸움을 일으키자, 만주 특히 요동지방의 정세는 혼란에 빠지고 그 영향은 곧 고려에 미치게 되었다. 야율류가에 인솔되어 재빨리 금나라에 모반하였던 요나라 사람들이 그 후 그들끼리의 분쟁으로 요동지방에서 쫓겨나서 고려에 침입하여 전후 3년 동안 경상도·충청도·전라도 지방을 제외한 북방 일대를 유린하였다.

### 일본
1367년인 공민왕 16년 고려가 두명의 천황이 존재하는 남북조 시대 일본에 사신을 보내 왜구의 침략의 금지를 요구한다. 북조의 조정은 고려가 일본의 신하된 나라인데 무례하다며 퇴짜를 놓은 반면에, 교토 아시카가 막부는 해적들의 행동이며 금지할 대책을 마련하겠다는 답서를 전달한다.

### 류큐국
1389년 공양왕 1년 8월 류큐국은 왜구에게 붙잡혔던 고려인을 고려로 돌려보낸다.

### 대월국
왕조가 몰락후 쩐 왕조는 대월국 리 왕조를 거의 몰살시켰다. 리 태조의 7대 왕자 이용상은 가까스로 도망쳐서 고려국에 오게 되었는데, 고려 고종은 왕자에게 식읍을 내리고 화산군으로 봉한다.

## 같이 보기
- 신라
- 통일신라
- 한국의 군주 목록
- 한국의 나라 이름
- 고려의 역대 국왕
- 고려의 역대 왕후
- 고려의 중앙 관제
- 고려의 행정 구역
- 고려의 대외 관계
- 고려의 교육
- 고려도경
- 무신 (드라마)
- 도이의 입구
- 원나라의 일본 원정

### 내용주
1. ↑  문어
2. ↑  태사(太師)·태부(太傅)·태보(太保)
3. ↑  태위(太尉)·사도(司徒)·사공(司空)
4. ↑  또는 2부
5. ↑  초기에는 내의(內議) 또는 내사(內史)
6. ↑  성종 때는 상서도성
7. ↑  처음에는 내의령 또는 내사령
8. ↑  후에 추밀원
9. ↑  후에 춘추관
10. ↑  국초에는 내서성
11. ↑  처음에는 숭문관
12. ↑  후에 전의시
13. ↑  후에 전옥시
14. ↑  후에 전객시

### 참조주
1. ↑  List of countries by population in 1000
2. ↑  몽골은 왜 고려를 멸망시키지 않았나, 김운회, 2015
3. ↑  “역대 국사교과서 > 4차 교육과정 > 중학교 국사(상) > Ⅳ. 고려 시대의 생활 > 2. 고려 전기의 대외 관계”. 《우리역사넷》. 국사편찬위원회. 2024년 2월 22일에 확인함.
4. ↑  김병로 (2020). “고려 혹은 대한조선: 통일국가의 명칭에 관하여”. 《통일정책연구》 (통일연구원) 29 (1): 89–114. doi:10.33728/ups.2020.29.1.004.
5. ↑  Roberts, John Morris; Westad, Odd Arne (2013). 《The History of the World》. Oxford University Press. 443쪽. ISBN 978-0-19-993676-2. 2016년 7월 15일에 확인함.
6. ↑  Gardner, Hall (2007년 11월 27일). 《Averting Global War: Regional Challenges, Overextension, and Options for American Strategy》. Palgrave Macmillan. 158–159쪽. ISBN 978-0-230-60873-3. 2016년 7월 15일에 확인함.[깨진 링크(과거 내용 찾기)]
7. ↑  Laet, Sigfried J. de (1994). 《History of Humanity: From the seventh to the sixteenth century》. UNESCO. 1133쪽. ISBN 978-92-3-102813-7. 2016년 11월 8일에 확인함.
8. ↑  Walker, Hugh Dyson (2012년 11월 20일). 《East Asia: A New History》. AuthorHouse. 6–7쪽. ISBN 978-1-4772-6517-8. 2016년 11월 19일에 확인함.
9. ↑  신복룡 (2001년 12월 20일). 《한국사 새로 보기》 초 2쇄판. 서울: 도서출판 풀빛. 261쪽쪽. ISBN 89-7474-870-3. |id=에 templatestyles stripmarker가 있음(위치 1) (도움말)
10. ↑  《획수로 찾는 실용옥편사전》(2002년 1월 10일) 923쪽
11. ↑  《고금한한자전》(1995년 11월 15일) 150쪽
12. ↑  《한한대사전》(1996년 5월 25일) p. 1772~1773
13. ↑  《한·일·영·중 겸용 한한대사전》(1992년 3월 10일) 1195쪽
14. ↑  《삼강행실도》, 1434년(세종 16) 초간, 중종 연간에 언해, 경남 유형문화재 제160호
15. ↑  “東人變呼音呂” (김정호, 《대동지지》〈방여총지〉권4, 19세기)
16. ↑  《한국한자어사전》 권4(1996년 11월 3일) 991쪽
17. ↑  두산동아(옛 동아출판사 포함)에서 펴낸 《동아백년옥편(탁상판)》(초판 7쇄, 2003년 1월 10일) 2264쪽
18. ↑  《동아 한한대사전》(1982년 10월 25일) 2181쪽
19. ↑  국사 편찬 위원회, 《고등학교 국사》, 교육 인적 자원부, 서울 2004. 75쪽.
20. 1 2  국사 편찬 위원회, 《고등학교 국사》, 교육 인적 자원부, 서울 2004. 84쪽.
21. ↑  국사 편찬 위원회, 《고등학교 국사》, 교육 인적 자원부, 서울 2004. 85쪽.
22. ↑  국사 편찬 위원회, 《고등학교 국사》, 교육 인적 자원부, 서울 2004. 86~7쪽.
23. ↑  https://books.google.co.kr/books?id=sNpD5UKmkswC&pg=PA247&redir_esc=y#v=onepage&q&f=false
24. ↑  https://www.academia.edu/7542628
25. ↑  강만길 외 173명 고려 전기 상업의 구조와 발달 한길사 2000년11월20일 ISBN 9788989457251
26. 1 2  “고려 선박 600년 만에 '햇빛'”. 중앙일보. 2006년 8월 29일.
27. ↑  “[민속학연구 6집]고려시대엔 재혼녀도 왕비됐다”. 동아닷컴. 2000년 5월 30일.
28. ↑  “[서소문 포럼] 700년전 고려 여인 글 "남자로 태어나고 싶다"”. 중앙일보. 2018년 12월 18일.
29. 1 2 3  “교통 (交通)”. 《한국민족문화대백과사전》. 한국학중앙연구원.
30. 1 2  이용욱 (2022년 5월). “고려~조선시대의 도로 및 수레 연구”. 《한국상고사학보》 (한국상고사학회) 116: 83-111.
31. ↑  “신편 한국사 > 고려 시대 > 15권 고려 전기의 사회와 대외관계 > Ⅰ. 사회구조 > 1. 신분제도 > 9) 진척·역민”. 《우리역사넷》. 국사편찬위원회. 2024년 3월 5일에 확인함.
32. ↑  “[이희용의 글로벌시대] '다문화 국가' 고려 건국 1100주년”. 연합뉴스. 2018년 1월 2일.
33. ↑  백, 지원 (2008년 9월 6일). “700년 전 고려시대, 한반도는 이미 다민족사회였다”. 《연세춘추》 (1594) (연세춘추사).
34. ↑  [네이버 지식백과] 조선 성리학 [朝鮮性理學] (철학사전, 2009., 임석진 外 다수 공저 )......주자학으로서의 성리학은 우리나라에 고려 말 충렬왕(忠烈王) 때 원나라로부터 안향(安珦)에 의해 전래되었다. 안향은 1289년(충렬왕 15년)에 원나라에 들어가 『주자전서』(朱子全書)를 베끼고, 공자ㆍ주자의 상(像)을 그려 가지고 왔다...(중략)....고려 말의 성리학은 성균관을 중심으로 안향ㆍ백이정(白正)ㆍ권부(權溥)ㆍ이색(李穡)ㆍ정몽주(鄭夢周)ㆍ길재(吉再) 등에 의해서 계승되었다.
35. ↑  [네이버 지식백과] 안향(안자) [安珦(安子)] (한국민족문화대백과, 한국학중앙연구원)......1289년 2월 정동행성(征東行省)의 원외랑(員外郎)에 제수되었으며, 얼마 뒤 좌우사낭중(左右司郎中)이 되고, 또 고려유학제거(高麗儒學提擧)가 되었다. 그 해 11월 왕과 공주(원나라 공주로서 당시 고려의 왕후)를 호종하여 원나라에 가서 주자서(朱子書)를 손수 베끼고 공자와 주자의 화상(畵像)을 그려 가지고 이듬 해 돌아왔다.
36. ↑  Haque, Dr Mozammel (2011년 2월 3일). “Islamic Monitor: Islam and Muslims in Korea”. 《islamicmonitor.blogspot.com》.
37. ↑  Keith Pratt, Richard Rutt, James Hoare (1999). 《Korea: A Historical and Cultural Dictionary》. Routledge. 189쪽. ISBN 0-7007-0464-7.
38. ↑  Grayson, James Huntley (2002). 《Korea: A Religious History》. Routledge. 195쪽. ISBN 0-7007-1605-X.
39. ↑  김도현 (2008년 11월). “太白山 天祭의 歷史와 祭儀 樣相”. 《고천문 워크숍 논문집》 (한국천문연구원 고천문연구센터) 2: 32–67.
40. ↑  “신편 한국사 > 고려 시대 > 16권 고려 전기의 종교와 사상 > Ⅲ. 도교 및 풍수지리·도참사상 > 3. 민속종교 > 2) 민속종교의 신 관념”. 《우리역사넷》. 국사편찬위원회. 2023년 12월 19일에 확인함.
41. ↑  《글로벌 세계대백과사전》,  〈고려시대의 과학기술〉
42. ↑  김수연 (2017). “원 간섭기 고려 왕실의 티베트불교 수용과 밀교의례의 확산”. 《이화사학연구》 (이화여자대학교 이화사학연구소) 54: 1–31. doi:10.37091/ewhist.2017..54.001. ISSN 1229-4683.
43. 1 2  “고려-일, 오랫동안 끊긴 외교를 왜구 탓에 재개”. 한겨레신문. 2011년 12월 23일.
44. ↑  《고려사절요》 권33 공양왕1 공양왕1년 8월 유구국에서 사자를 보내 문안하다
45. 1 2  “베트남 첫 왕조의 후손이 한국에 산다?…베트남 관광대사 된 왕손”. KBS. 2022년 11월 26일.

- http://db.history.go.kr/KOREA/item/level.do?itemId=kr&bookId=%E5%BF%97&types=r#detail/kr_056r_0010_0010

- 이 문서에는 다음커뮤니케이션(현 카카오)에서 GFDL 또는 CC-SA 라이선스로 배포한 글로벌 세계대백과사전의 〈고려의 정치·경제·사회구조〉 항목을 기초로 작성된 글이 포함되어 있습니다.
- 이 문서에는 다음커뮤니케이션(현 카카오)에서 GFDL 또는 CC-SA 라이선스로 배포한 글로벌 세계대백과사전의 〈고려시대의 과학기술〉 항목을 기초로 작성된 글이 포함되어 있습니다.